# Kunsthistorisches Museum Wien
Das Kunsthistorische Museum Wien (kurz KHM) ist ein Kunstmuseum am Maria-Theresien-Platz in der österreichischen Bundeshauptstadt Wien. Gegründet als k. k. Kunsthistorisches Museum, zählt es zu den größten und bedeutendsten Museen der Welt. Der Neorenaissancebau wurde 1871 bis 1891 durch Franz Joseph I. von Gottfried Semper und Karl von Hasenauer als Teil des Kaiserforums errichtet. Im Jahr 2024 verzeichnete das KHM rund 1,95 Millionen Besucher.

## Museum
Das Kunsthistorische Museum gehört mit seinem Schwestergebäude, dem gegenüber liegenden Naturhistorischen Museum, zu den bedeutendsten historistischen Großgebäuden der Ringstraßenzeit. Zusammen umschließen sie den Maria-Theresien-Platz (neben dem Burgring), auf dem das Maria-Theresien-Denkmal steht. Dieser Platz bedeckt einen Teil des ehemaligen Glacis zwischen heutiger Ringstraße und Zweierlinie und bildet ein Ensembledenkmal, das auch zum Weltkulturerbe Historisches Zentrum von Wien gehört.

## Geschichte

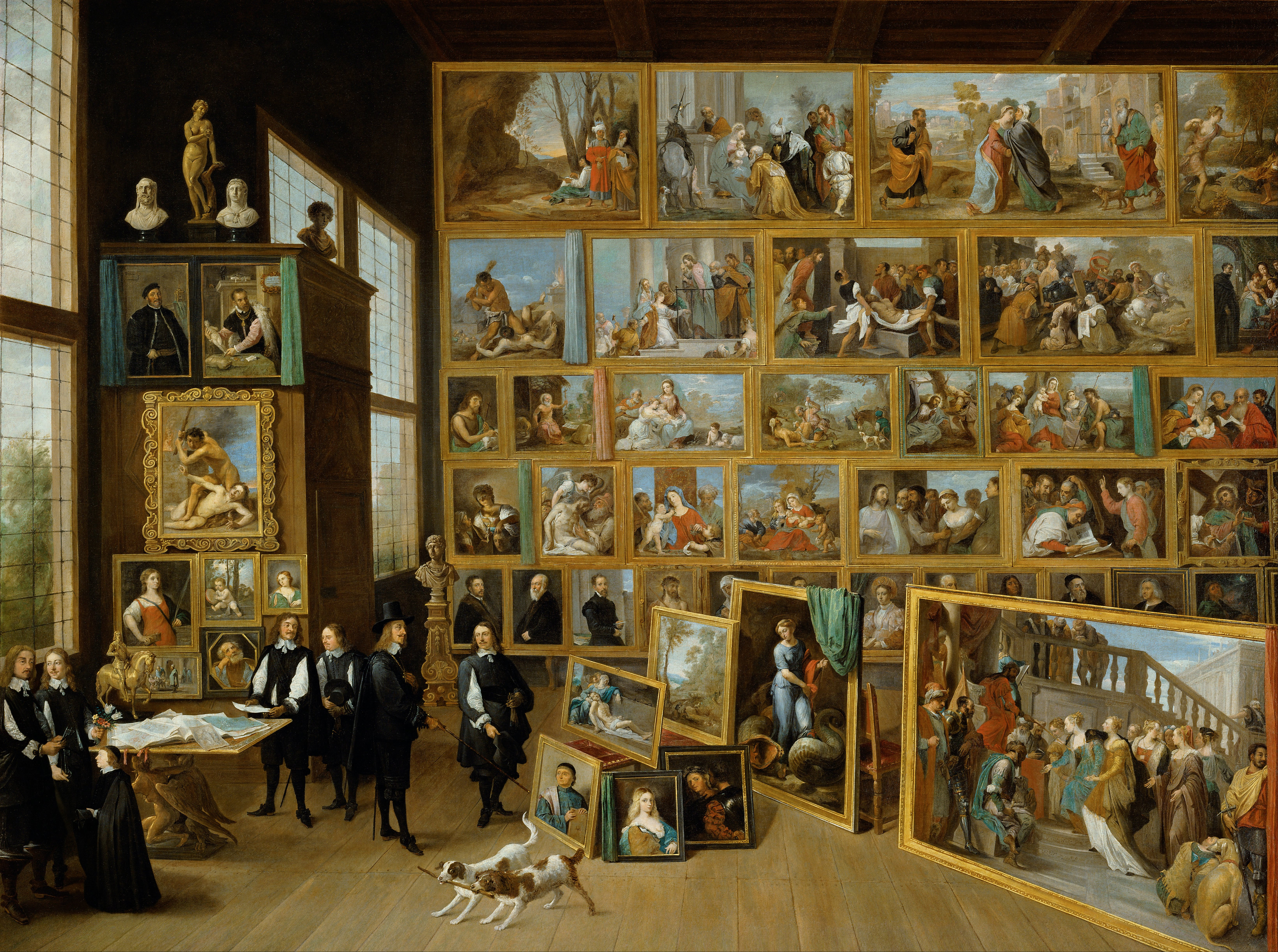
David Teniers der Jüngere: Erzherzog Leopold Wilhelm in seiner Galerie in Brüssel, um 1651

Das Museum ist aus den Sammlungen der Habsburger entstanden, vor allem aus der Porträt- und Harnischsammlung Ferdinands von Tirol, der Sammlung Kaiser Rudolfs II. (deren größter Teil jedoch verstreut ist) und der Gemäldesammlung von Erzherzog Leopold Wilhelm. 1833 forderte Joseph von Arneth, Kustos (und später Direktor) des kaiserlichen Münz- und Antikenkabinetts, die Zusammenführung aller kaiserlichen Sammlungen in einem einzigen Gebäude.

### Baugeschichte

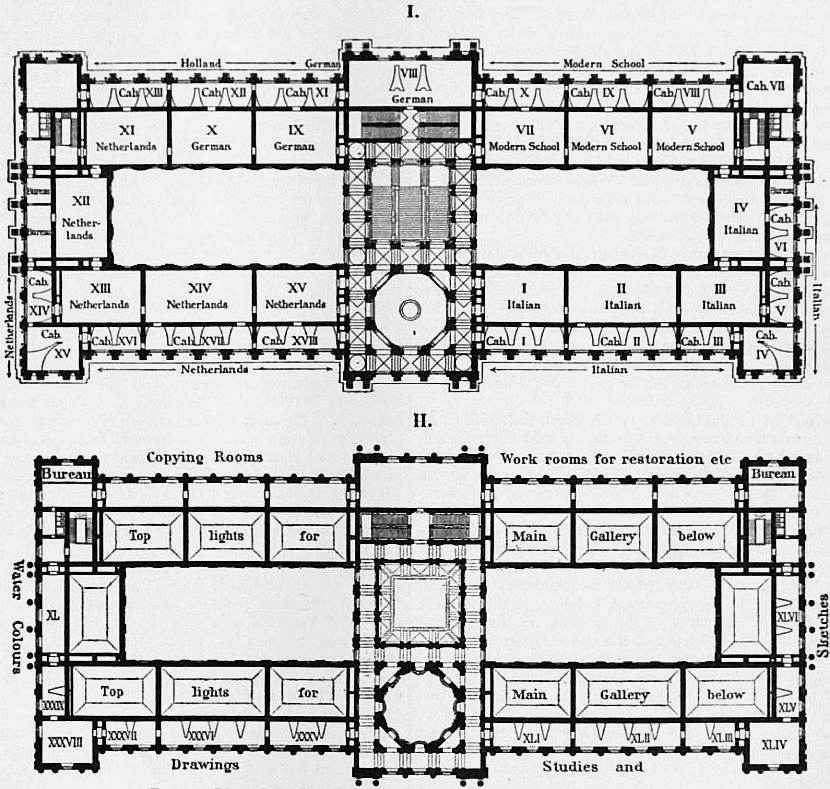
Plan aus der Encyclopædia Britannica, 1911

Den Auftrag zum Bau des Museums gab Kaiser Franz Joseph I., der zu Weihnachten 1857 den Abriss der Stadtmauer entschieden hatte, im Zuge der 1858 anlaufenden Stadterweiterung. In der Folge wurden zahlreiche Entwürfe für die Ringstraßenzone eingereicht. Pläne von August Sicard von Sicardsburg und Eduard van der Nüll sahen vor, zwei Museumsgebäude im unmittelbaren Anschluss an die Hofburg links und rechts vom heutigen Heldenplatz zu errichten. Der Architekt Ludwig Förster plante Museumsbauten zwischen dem Schwarzenbergplatz und dem Stadtpark. Martin Ritter von Kink bevorzugte Bauten an der Ecke Währinger Straße / Schottenring, wo in der Folge die Votivkirche entstand. Peter Joseph Lenné schlug die Gegend um die Bellariastraße vor (also unweit des tatsächlich gewählten Standortes). Moritz von Loehr wollte die beiden Hofmuseen an der Südseite des Opernrings errichten (wo später die Akademie der bildenden Künste Wien gebaut wurde), Ludwig Zettl an der Südostseite des Getreidemarkts.
1867 wurde ein Wettbewerb für die Museen ausgeschrieben, und dabei deren heutige Platzierung festgelegt – auf Wunsch des Kaisers sollten die Museen nicht zu nahe an der Hofburg, sondern jenseits der Ringstraße entstehen. Der Architekt Carl von Hasenauer beteiligte sich an diesem Wettbewerb und konnte dabei den damals in Zürich tätigen Gottfried Semper zur Zusammenarbeit bewegen. Die beiden Museumsbauten sollten dabei im Stilempfinden der italienischen Renaissance errichtet werden. Die Pläne fanden das Wohlwollen des Kaiserhauses. Im April 1869 erfolgte eine Audienz Sempers beim Kaiser und dabei die mündliche Auftragsvergabe, im Juli 1870 erging der schriftliche Auftrag an Semper und Hasenauer.
Ausschlaggebend für den Erfolg von Semper und Hasenauer gegenüber den Projekten anderer Architekten war u. a. Sempers Vision eines großen Baukomplexes namens „Kaiserforum“, in dem die Museen ein Teil gewesen wären. Nicht zuletzt durch den Tod Sempers 1879 kam das Kaiserforum nicht in der geplanten Form zur Ausführung, die beiden Museen wurden jedoch errichtet.
Der Baubeginn der beiden Museen fand ohne Feierlichkeiten am 27. November 1871 statt. Semper übersiedelte in der Folge nach Wien. Von Anfang an bestanden erhebliche persönliche Differenzen zwischen ihm und Hasenauer, der schließlich ab 1877 die alleinige Bauleitung übernahm. Im Jahr 1874 wurden die Gerüste bis zum Dachgeschoß aufgestellt und das Hochparterre vollendet; 1878 wurden die ersten Fenster eingebaut, 1879 die Attika und die Balustrade fertiggestellt und 1880–1881 die Kuppel und die Tabernakel gebaut.
Die Fassaden sind mit einem kunsthistorischen Skulptur- und Reliefprogramm ausgestattet. Die Attika ist mit Statuen umkränzt, die Persönlichkeiten aus dem Bereich der Kunst darstellen. Der Skulpturenschmuck wurde von Edmund Hellmer, Carl Kundmann, Viktor Tilgner, Caspar Zumbusch und anderen geschaffen. Der Eingang wird von sitzenden allegorischen Statuen der Malerei (links von Edmund Hellmer) und der Bildhauerei (rechts von Johannes Benk) flankiert. Die Kuppel ist mit einer Bronzestatue der Pallas Athene von Johannes Benk gekrönt.
Das Stiegenhaus des Kunsthistorischen Museums ist mit Werken von Gustav Klimt, Ernst Klimt, Franz Matsch, Hans Makart sowie Mihály Munkácsy ausgestattet.
Das Beleuchtungs- und Klimatisierungskonzept mit einer doppelten Verglasung der Decken machte den Verzicht auf Kunstlicht (damals vor allem als Gasbeleuchtung) möglich, führte aber aufgrund dieser Tageslichtabhängigkeit zu saisonal unterschiedlichen Öffnungszeiten.

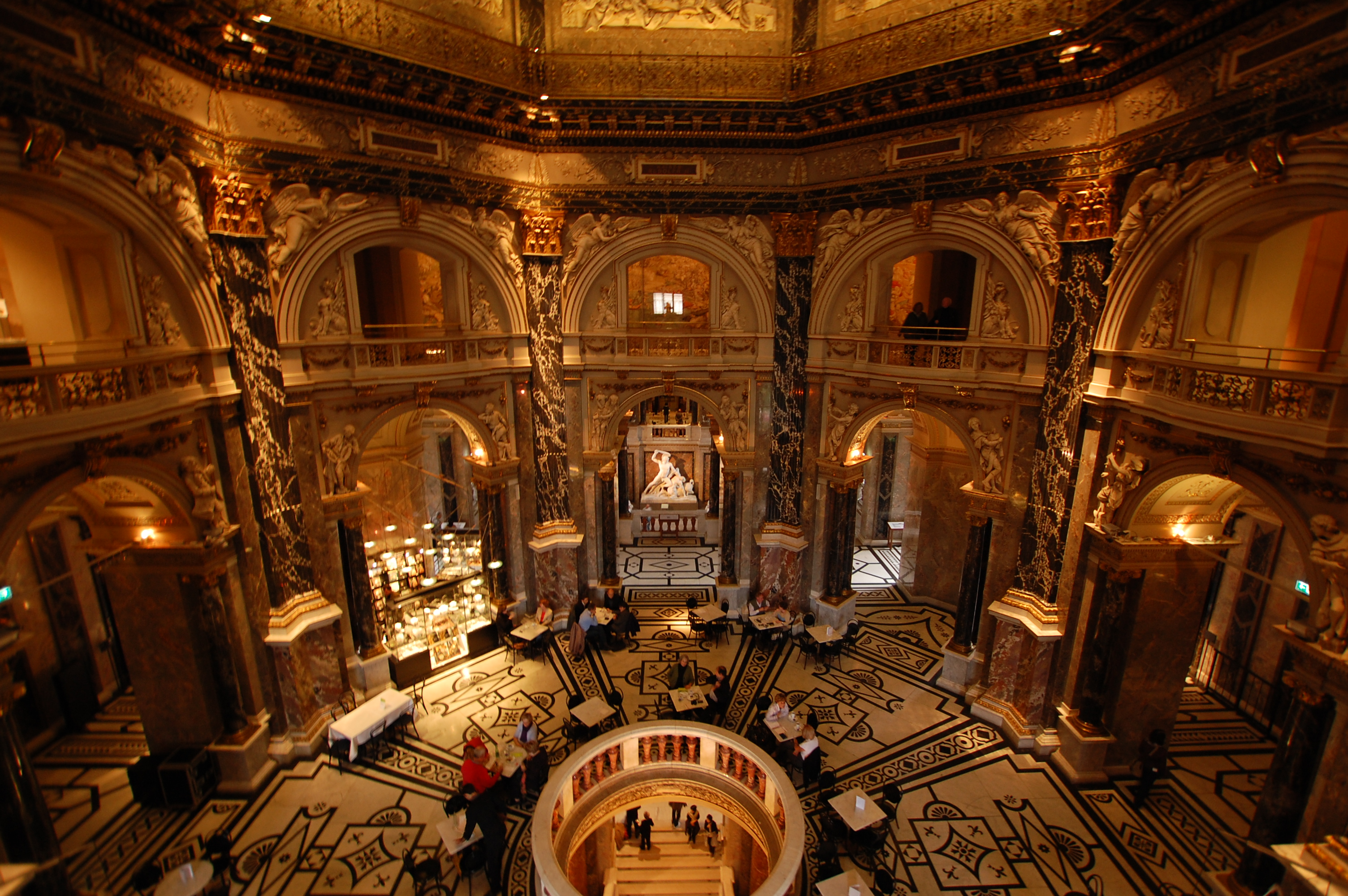
Kuppelhalle
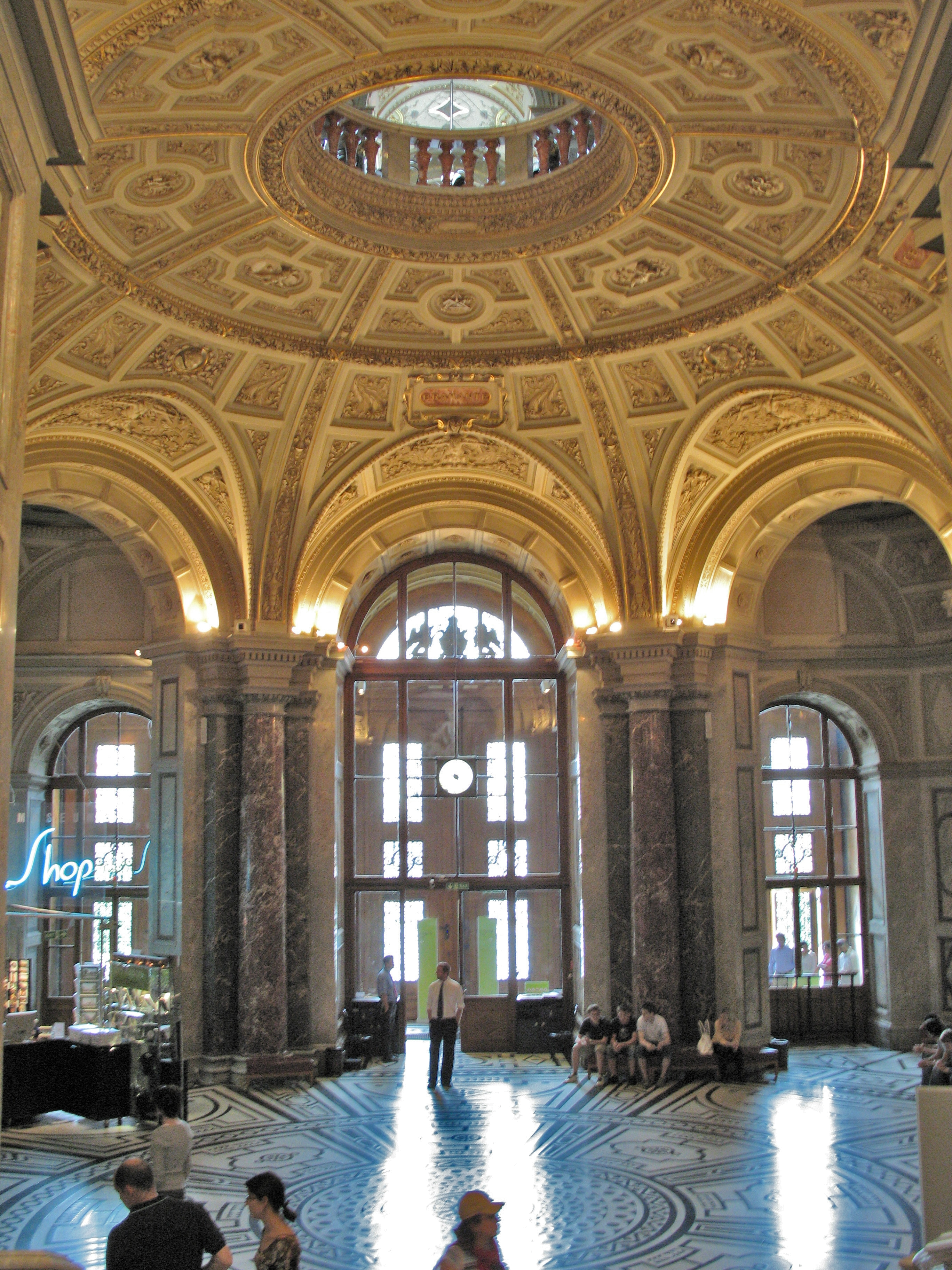
Eingangsbereich
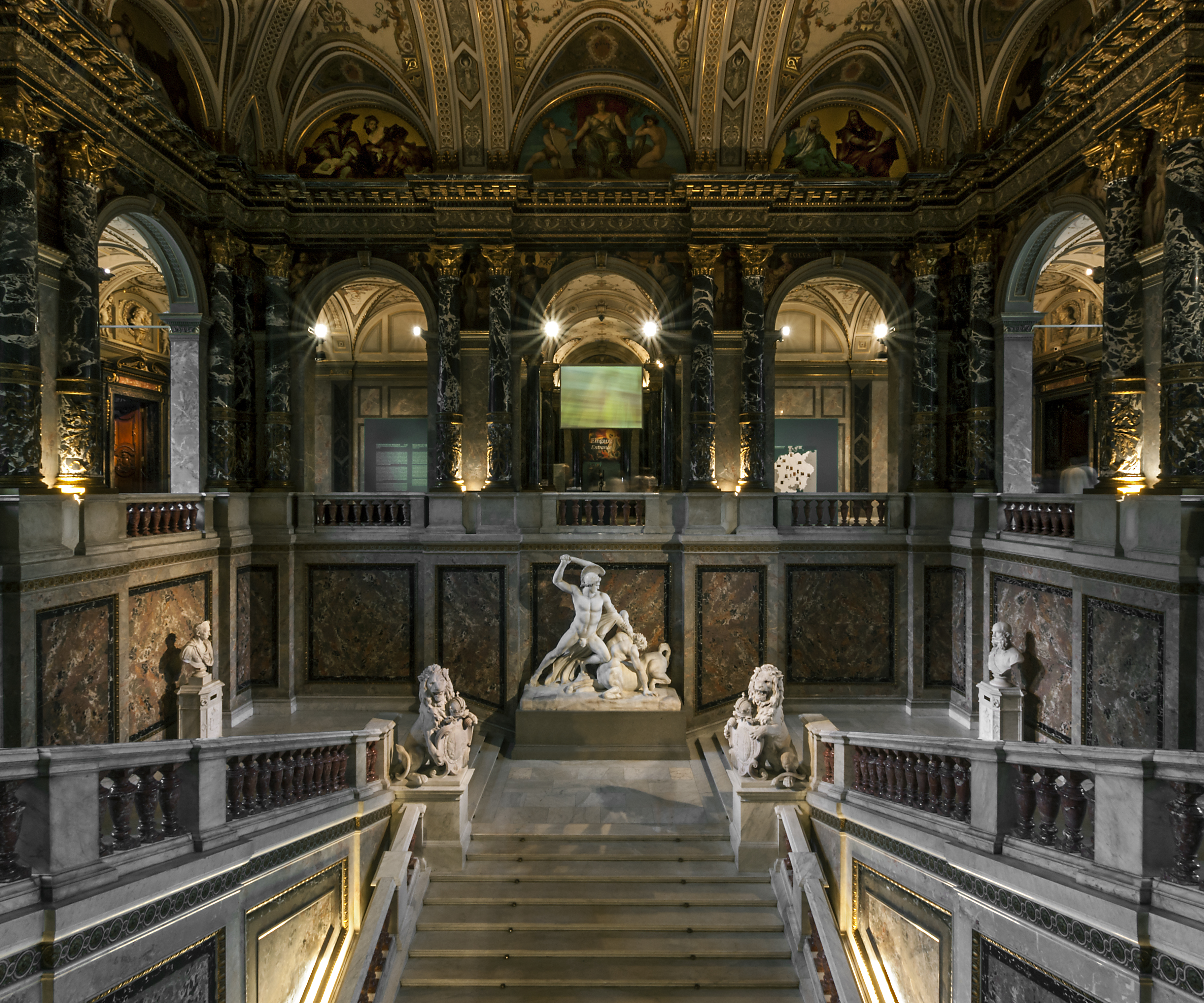
Prunkstiege
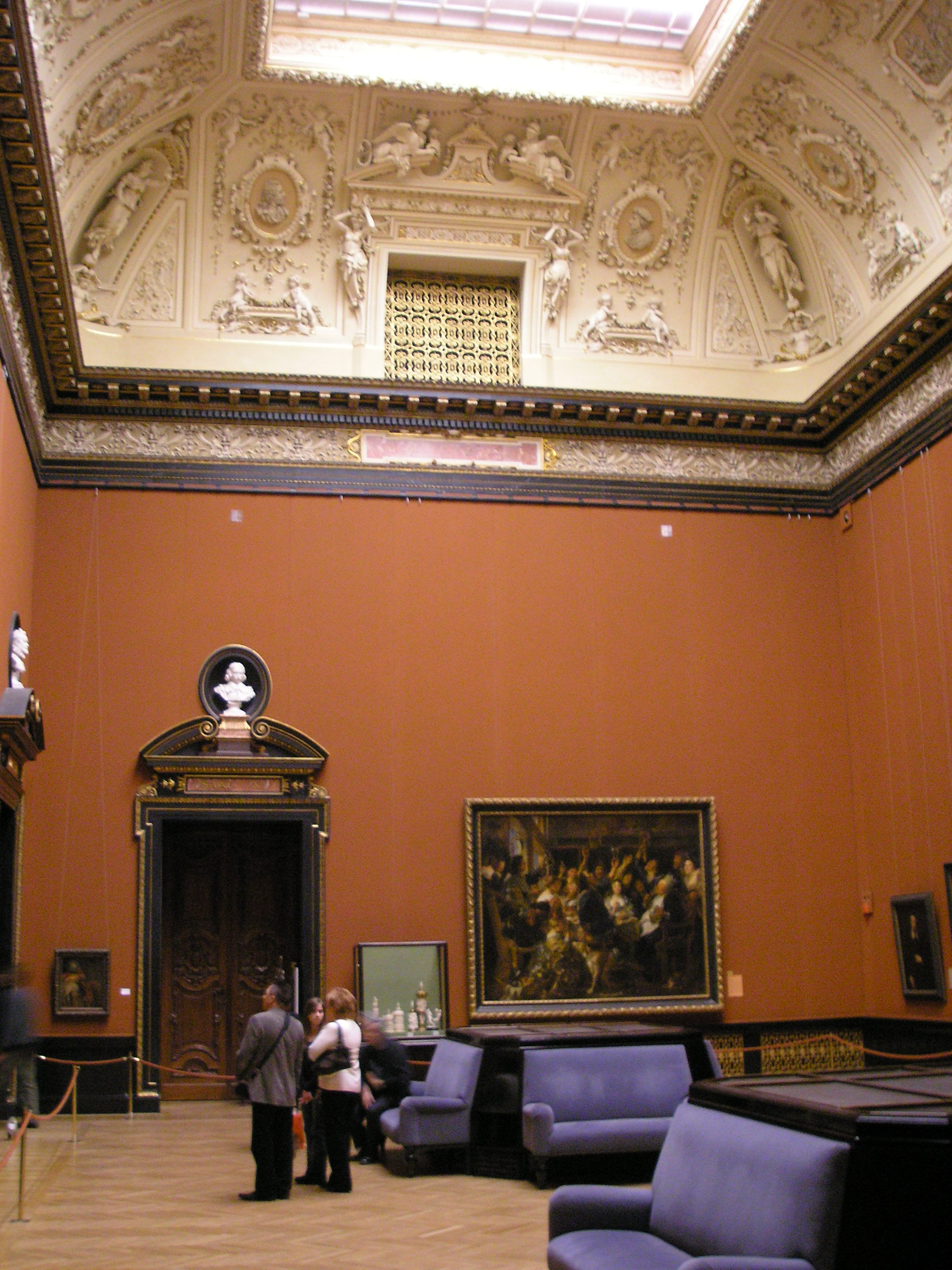
Saal der Gemäldegalerie
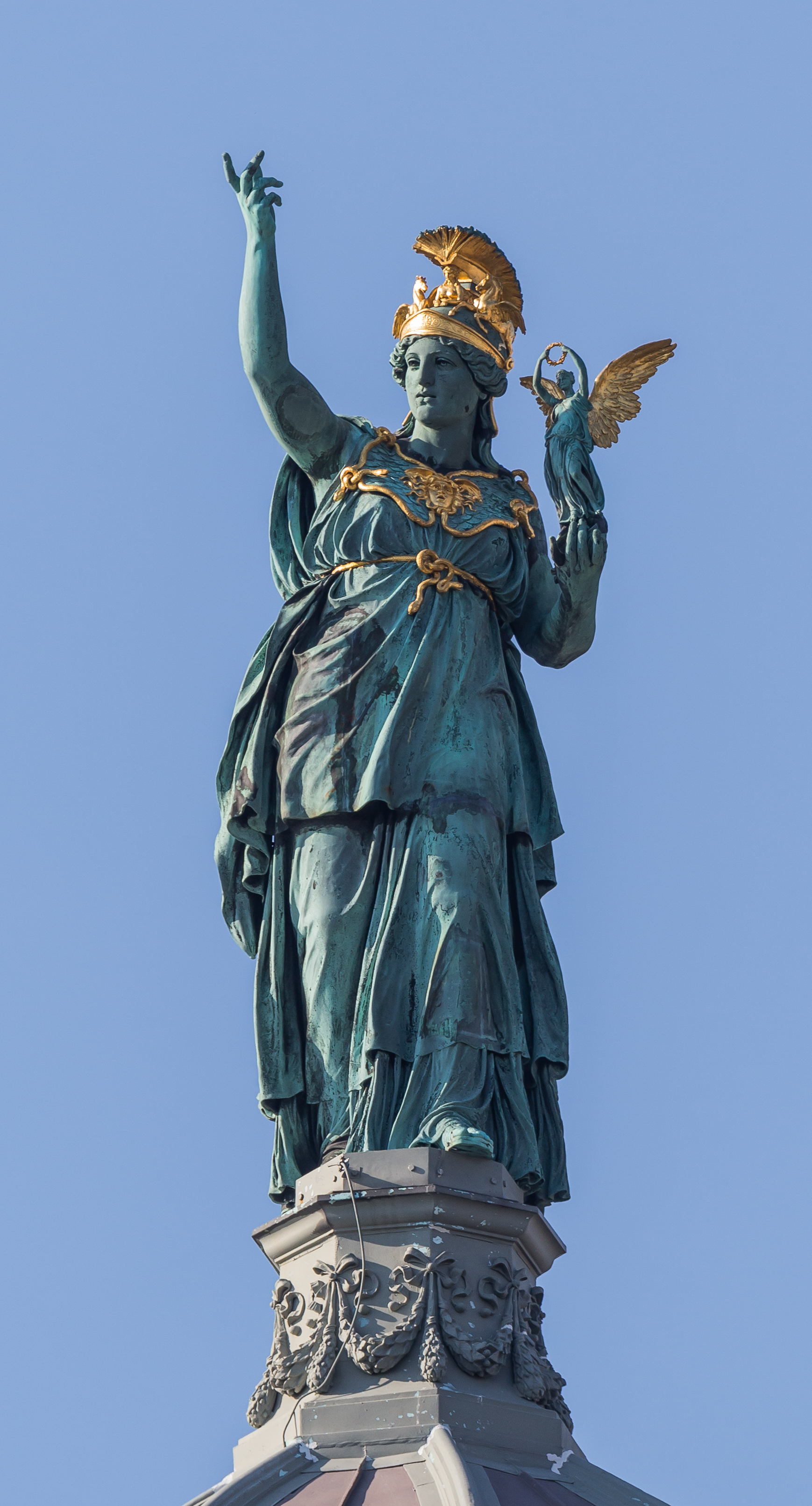
Statue der Athene auf der Kuppel des Museum

### Kaiserzeit

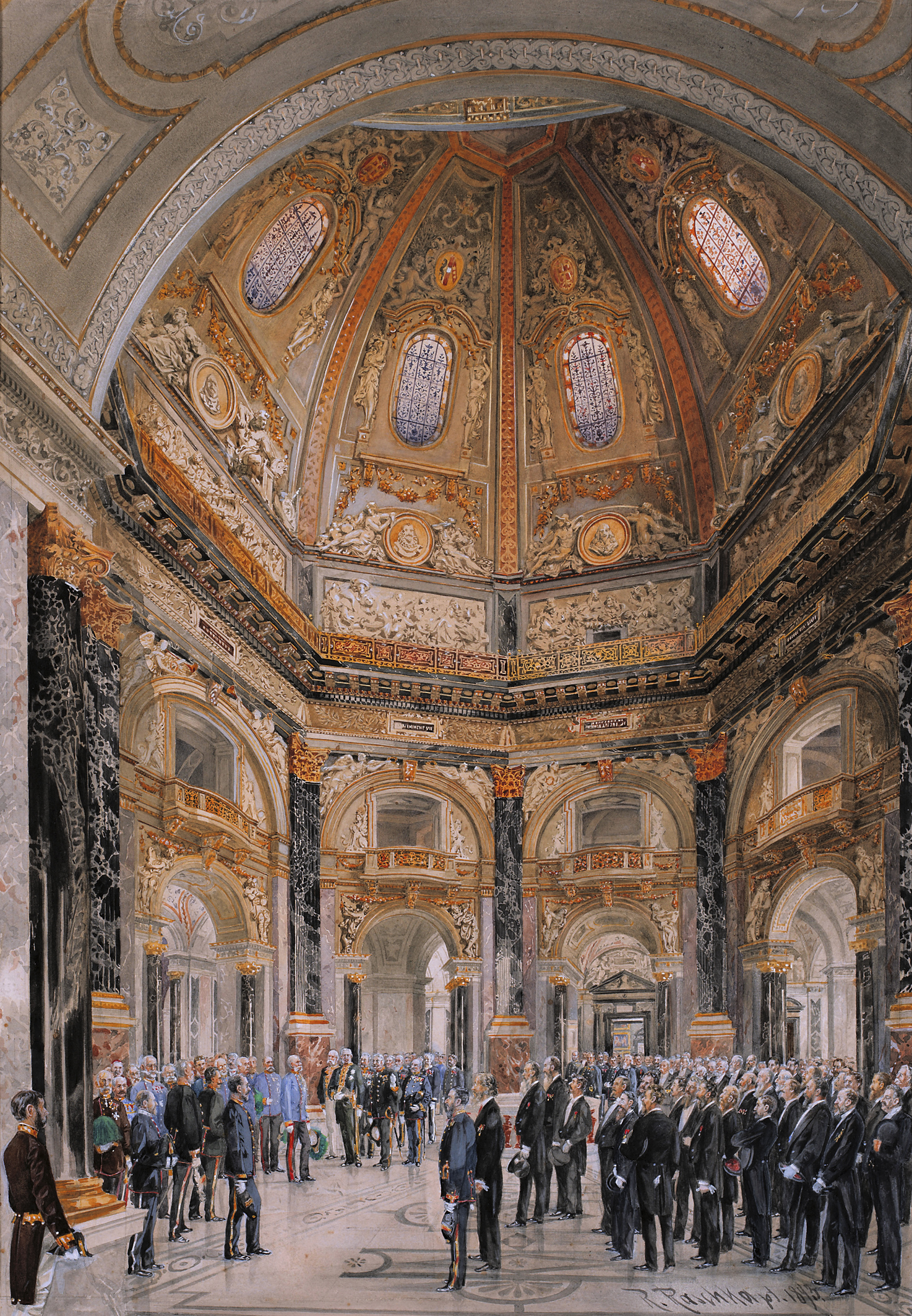
Die Eröffnung des Kunsthistorischen Museums durch Kaiser Franz Joseph I. am 17. Oktober 1891 (Robert Raschka)

Als k. k. Kunsthistorisches Museum wurde es am 17. Oktober 1891 von Kaiser Franz Joseph I. offiziell eröffnet. Seit 22. Oktober 1891 ist es der Öffentlichkeit zugänglich. Bereits am 3. November 1889 hatte die Waffensammlung, heute Hofjagd- und Rüstkammer, ihre Türen geöffnet. Am 1. Januar 1890 nahm die Bibliothek ihren Dienstbetrieb auf. Die Zusammenführung und Aufstellung der anderen Sammlungen des Allerhöchsten Kaiserhauses aus dem Unteren und Oberen Belvedere, der Hofburg und Schloss Ambras in Tirol dauert weitere zwei Jahre.

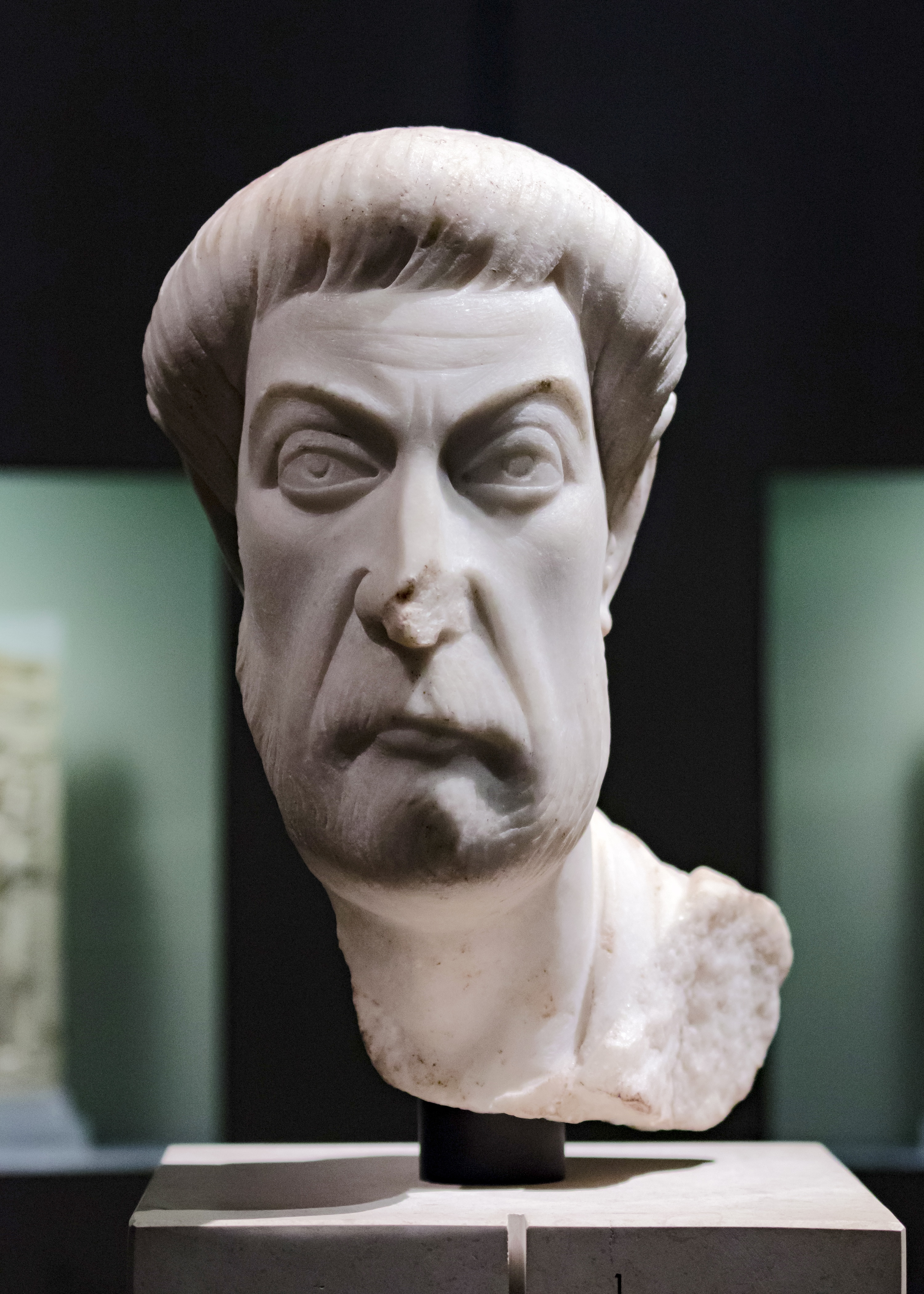
Antikensammlung: Büste des Eutropios (spätantik, Mitte/2. Hälfte 5. Jh.), Büste eines spätantiken Stifters, gefunden in Ephesos

1891 war das Hofmuseum in sieben Sammlungen mit drei Direktionen organisiert:
- Direktion der Münzen-, Medaillen und Antiken-Sammlung
  - Ägyptische Sammlung
  - Antiken-Sammlung
  - Münzen- und Medaillen-Sammlung
- Direktion der Sammlung von Waffen und kunstindustriellen Gegenständen
  - Waffensammlung
  - Sammlung kunstindustrieller Gegenstände
- Direktion der Gemäldegalerie und Restaurieranstalt
  - Sammlung von Aquarellen, Handzeichnungen, Skizzen etc.
  - Restaurier-Anstalt
- Bibliothek

Bald war der Raum, den das Hofmuseum für die kaiserlichen Sammlungen bot, zu eng geworden. Um Abhilfe zu schaffen, wurde eine Ausstellung der antiken Fundstücke aus Ephesos im Theseustempel im Volksgarten konzipiert. Zusätzlich mussten Räume im Unteren Belvedere angemietet werden.
1914, nach der Ermordung des Thronfolgers Franz Ferdinand, ging dessen Estensische Sammlung in die Verwaltung des Hofmuseums über. Diese Sammlung, hervorgegangen aus der Kunstsammlung des Hauses d’Este und der Weltreisesammlung Franz Ferdinands, war seit 1908 in der Neuen Hofburg aufgestellt. Aus diesen Beständen ging die heutige Sammlung alter Musikinstrumente sowie das Völkerkundemuseum hervor.
Der Erste Weltkrieg ging, abgesehen von der drückenden wirtschaftlichen Lage, ohne Verlust vorüber. Das Hofmuseum blieb während der fünf Kriegsjahre dem Publikum regelmäßig zugänglich. Bis 1919 unterstand das k.k. kunsthistorische Hofmuseum dem Oberstkämmereramt und gehörte zum Familien-Fideikommiss des Hauses Habsburg-Lothringen. Die Beamten und Angestellten waren Teil des kaiserlichen Hofstaates.

### Erste Republik
Der Übergang von der Monarchie zur Republik vollzog sich im Museum in völliger Ruhe. Am 19. November 1918 wurden die beiden Hofmuseen am Maria-Theresien-Platz unter den staatlichen Schutz der jungen Republik Deutschösterreich gestellt. Für die Bestände des Museums bedrohlich wurden die in den folgenden Wochen und Monaten von den „Nachfolgestaaten“ der Monarchie sowie Italien und Belgien erhobenen Ansprüche auf österreichischen Kunstbesitz. Tatsächlich erfolgte am 12. Februar 1919 die gewaltsame Entnahme von 62 Gemälden durch bewaffnete italienische Einheiten. Dieser „Kunstraub“ hinterließ für lange Zeit ein Trauma unter den Kuratoren und Kunsthistorikern.
Der Friedensvertrag von Saint-Germain vom 10. September 1919 sah in Artikel 195 und 196 die Regelung der Ansprüche auf kulturellem Gebiet im Verhandlungswege vor. Die Ansprüche Belgiens, der Tschechoslowakei sowie neuerlich Italiens konnten auf diese Weise großteils abgewendet werden. Einzig Ungarn, das mit Abstand die größten Forderungen stellte, wurde nach mehr als zehn Jahren der Verhandlungen in 147 Fällen entsprochen.
Am 3. April 1919 erfolgte die Enteignung des Hauses Habsburg-Lothringen per Gesetz und die Übernahme seines Eigentums, so auch der „Sammlungen des Erzhauses“, durch die Republik. Mit 18. Juni 1920 ging die bis dahin provisorische Verwaltung der ehemaligen Hofmuseen sowie der Estensischen Sammlungen und der Weltlichen und Geistlichen Schatzkammer an das „Staatsamt für Inneres und Unterricht“, seit 10. November 1920 das „Bundesministerium für Inneres und Unterricht“, über. Wenige Tage später erfolgte die Umbenennung des Kunsthistorischen Hofmuseums in „Kunsthistorisches Staatsmuseum Wien“, 1921 in „Kunsthistorisches Museum“. Mit 1. Jänner 1921 gingen die Angestellten des Museums in den normalen Personalstand der Republik über.
Durch die Übernahme der ehemals kaiserlichen Sammlungen in Staatsbesitz sah sich das Museum in einer völlig neuen Situation. Um den veränderten Gegebenheiten im Musealbereich gerecht zu werden, entwarf Hans Tietze 1919 das „Wiener Museumsprogramm“. Es sah enge Zusammenarbeit zwischen den einzelnen Museen vor, um an den verschiedenen Häusern Sammlungsschwerpunkte zu setzen. So beherrschten Tausch, Verkauf und Ausgleich die Erwerbungspolitik in der Zwischenkriegszeit. Daraus ergaben sich bis heute gültige Sammlungstendenzen. Ebenfalls richtungsweisend war die Übersiedlung der Waffensammlung ab 1934 in ihre heutigen Räumlichkeiten in der Neuen Burg, wo bereits seit 1916 die Sammlung alter Musikinstrumente aufgestellt war.
Mit dem Wechsel der kaiserlichen Sammlungen in das Eigentum der Republik ging auch die Neuordnung der inneren Organisation einher. So gliederte sich das Museum ab 1919 in die
- Ägyptisch-Orientalische Sammlung (mit den orientalischen Münzen)
- Antikensammlung
- Sammlung antiker Münzen
- Sammlung von Medaillen und modernen Münzen
- Waffensammlung
- Sammlung für Plastik und Kunstgewerbe mit der Sammlung alter Musikinstrumente
- Gemäldegalerie

### Museum 1938–1945

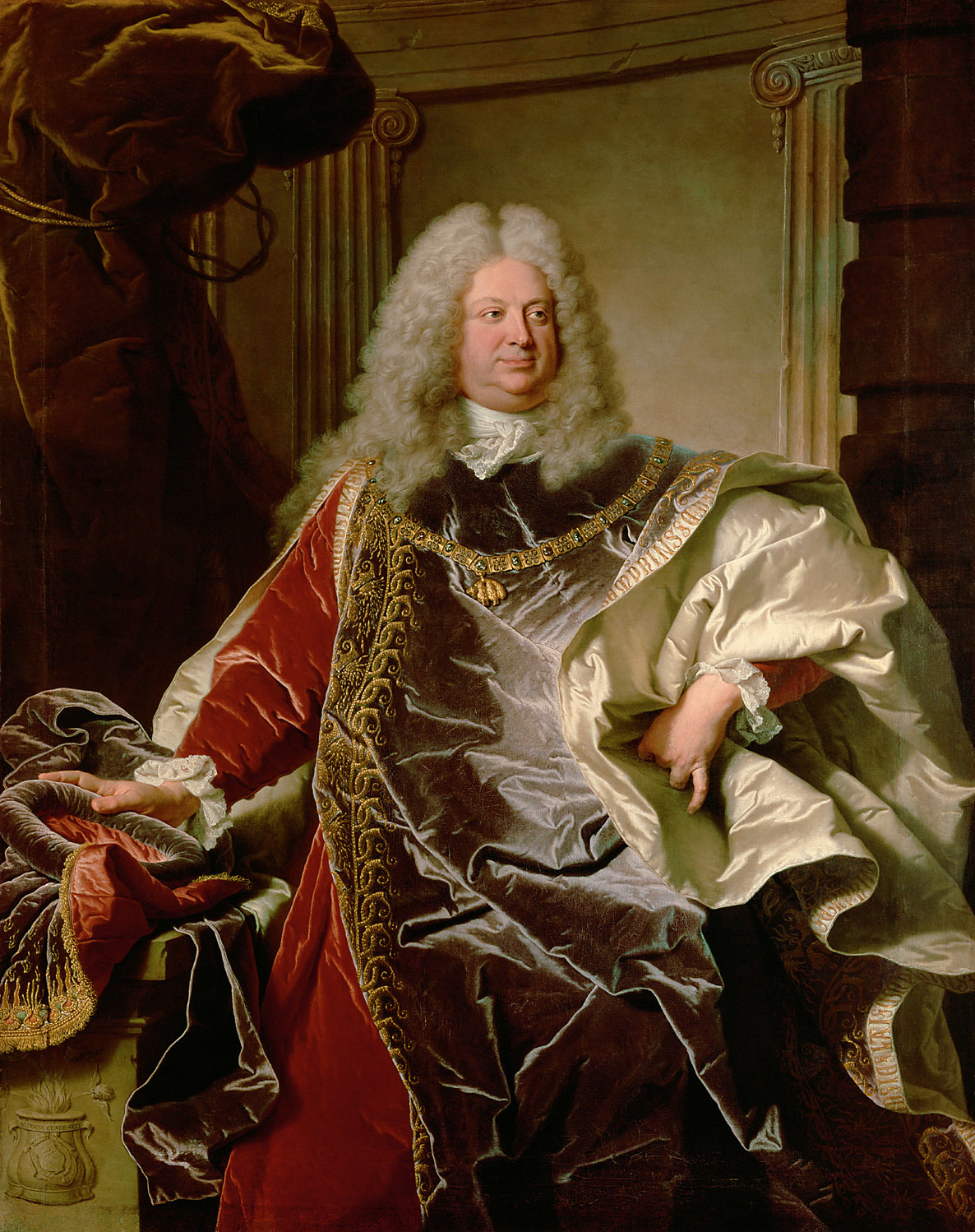
Graf Philipp Ludwig Wenzel Sinzendorf nach Rigaud. 1948 von Baronesse Clarisse de Rothschildt zum Gedächtnis an Baron Alphonse de Rothschildt „gewidmet“; 1999 an die Familie Rothschild restituiert; 1999 Schenkung von Bettina Looram Rothschild, der letzten österreichischen Erbin.

Mit dem „Anschluss“ Österreichs an das Deutsche Reich wurden sämtliche jüdische Kunstsammlungen wie die der Rothschilds zwangsweise „arisiert“. Sammlungen wurden entweder „geschenkt“ oder einfach von der Gestapo an die Museen verteilt. Dadurch ergab sich ein beträchtlicher Zuwachs an Beständen. Das KHM war nicht das einzige Museum, das von der „Arisierung“ profitierte. Geraubter jüdischer Besitz wurde systematisch an Museen, Sammlungen oder in Pfandhäusern im gesamten Reich verkauft.
Nach Ende des Zweiten Weltkrieges tat sich das Museum, soweit es das überhaupt wollte, schwer, die „arisierten“ Kunstwerke den Besitzern beziehungsweise deren Erben rückzuerstatten. Die Rothschild-Familie wurde gezwungen, den wichtigsten Teil ihrer eigenen Sammlung dem Museum zu überlassen; dies wurde „Widmung“ oder „Schenkung“ genannt. Als Grund wurde das Ausfuhrgesetz genannt, das Besitzern nicht erlaubte, gewisse Kunstgegenstände außer Landes zu führen. Ähnliche Methoden wurden bei anderen ehemaligen Besitzern verwendet.
Jahrzehnte später entschloss sich die Bundesregierung auf Grund von internationalem diplomatischen und medialen Druck, zu einem großen Teil aus den Vereinigten Staaten, eine Gesetzesänderung vorzunehmen (Kunstrestitutionsgesetz von 1998, die so genannte Lex Rothschild). Die Kunstgegenstände wurden der Familie Rothschild in den 1990er Jahren rückerstattet.
Das Kunsthistorische Museum betreibt auf Grundlage des Bundesgesetzes über die Rückgabe von Kunstgegenständen vom 4. Dezember 1998 (BGBl. I Nr. 181 / 1998) umfangreich Provenienzforschung. Bereits vor diesem Erlass wurde auf Initiative des damaligen Archivdirektors Herbert Haupt hausintern Provenienzforschung durchgeführt. Dazu wurde 1998 von ihm unter Mitarbeit von Lydia Gröbl eine umfassende Sachverhaltsdarstellung über Die Veränderungen im Inventarbestand des Kunsthistorischen Museums während der Nazizeit und in den Jahren bis zum Staatsvertrag 1955 vorgelegt, eine wichtige Grundlage für die weitere Provenienzforschung.
Die beiden Historikerinnen Susanne Hehenberger und Monika Löscher waren vom 1. April 2009 bis März 2016 als Provenienzforscherinnen im Kunsthistorischen Museum im Auftrag der Kommission für Provenienzforschung tätig und bearbeiteten den Untersuchungszeitraum von 1933 bis in die jüngere Vergangenheit. Seit 2016 ist Monika Löscher die alleinverantwortliche Provenienzforscherin. Wie im September 2015 berichtet wurde, begann damals die Aufarbeitung des Musikkunstraubs der NS-Zeit. Zur Sammlung alter Musikinstrumente sollte laut Kommissionsvorsitzender Eva Blimlinger bis Ende 2017 ein Bericht vorgelegt werden, dies geschah letztendlich im Sommer 2019.

### Gegenwart
Das Museum wurde auf Betreiben des damaligen Generaldirektors Wilfried Seipel per 1. Jänner 1999 als erstes Bundesmuseum mit Vollrechtsfähigkeit ausgestattet. (Die meisten anderen Bundesmuseen folgten in den Jahren darauf.) Mit etwa 880.000 Besuchen in Haupthaus und Neuer Burg (2014, ohne angeschlossene, als eigenständig erlebte Sammlungen) ist es eine der meistbesuchten Wiener Sehenswürdigkeiten.
Das Kunsthistorische Museum als Museumsbetrieb ist unter dem Namen Kunsthistorisches Museum mit Museum für Völkerkunde und österreichischem Theatermuseum mit der Firmenbuchnummer 182081t seit 11. Juni 1999 aufgrund des Bundesmuseen-Gesetzes, BGBl. I Nr. 115 / 1998, und der Museumsordnung des Kunsthistorischen Museums mit Museum für Völkerkunde und Österreichischem Theatermuseum vom 3. Jänner 2001, BGBl. II Nr. 2 / 2001, in Kraft seit 1. Jänner 2001, als wissenschaftliche Anstalt öffentlichen Rechts des Bundes definiert.
Geschäftsführer mit kollektiver Zeichnungsberechtigung sind der kaufmännische Geschäftsführer Paul Frey und die wissenschaftliche Geschäftsführerin und Generaldirektorin Sabine Haag (bis Ende 2024) bzw. Jonathan Fine (seit Jänner 2025).
Im Geschäftsjahr 2008 betrug der Umsatz 37,185 Mio. Euro und die Bilanzsumme 22,204 Mio. Euro. Durchschnittlich wurden 2008 410 Arbeitnehmer beschäftigt.

## Leitung (seit 1919)
- 1919–1923: Gustav Glück, als Erster Vorsitzender des Kollegiums der wissenschaftlichen Beamten
- 1924–1933: Hermann Julius Hermann, 1924–1925 als Erster Vorsitzender des Kollegiums der wissenschaftlichen Beamten, ab 1925 als Erster Direktor
- 1933: Arpad Weixlgärtner, als Erster Direktor
- 1934–1938: Alfred Stix, als Erster Direktor
- 1938–1945: Fritz Dworschak, 1938 als Kommissarischer Leiter, ab 1938 als Leiter, ab 1941 als Erster Direktor
- 1945–1949: August Loehr, 1945–1948 als Leitender Direktor der staatlichen Kunstsammlungen, ab 1949 als Generaldirektor der kulturhistorischen Sammlungen des Bundes
- 1945–1949: Alfred Stix, 1945–1948 als Leitender Direktor der staatlichen Kunstsammlungen, ab 1949 als Generaldirektor der kunsthistorischen Sammlungen des Bundes
- 1949–1950: Hans Demel, als Administrativer Direktor
- 1950: Karl Wisoko-Meytsky, als Generaldirektor der kunst- und kulturhistorischen Sammlungen des Bundes
- 1951–1952: Fritz Eichler, als Administrativer Direktor
- 1953–1954: Ernst H. Buschbeck, als Administrativer Direktor
- 1955–1966: Vinzenz Oberhammer, 1955–1959 als Administrativer Direktor, ab 1959 als Erster Direktor
- 1967: Eduard Holzmair, als Erster Direktor
- 1968–1972: Erwin Auer, als Erster Direktor
- 1973–1981: Friederike Klauner, als Erster Direktor
- 1982–1990: Hermann Fillitz, als Erster Direktor
- 1990: Georg Kugler, als Interimistischer Erster Direktor
- 1990–2008: Wilfried Seipel, als Generaldirektor; seit 2007 gemeinsam mit Paul Frey als Geschäftsführer[9]
- 2009–2024: Sabine Haag, als Generaldirektorin[10][11]; gemeinsam mit Paul Frey als Geschäftsführer[12]

Ab November 2019 hätte Eike Schmidt die Leitung übernehmen sollen, er sagte am 1. Oktober 2019 ab. Haag wurde daraufhin zunächst interimistisch verlängert. Im Dezember 2019 wurde sie vom Kulturminister mit Wirkung vom 1. Jänner 2020 wieder zur definitiven Generaldirektorin des Kunsthistorischen Museums für fünf Jahre bestellt.
- seit 2025: Jonathan Fine[8][15][16]; gemeinsam mit Paul Frey als Geschäftsführer

## Sammlungen
Zum Kunsthistorischen Museum gehören auch die in der Neuen Burg befindlichen Sammlungen, das Österreichische Theatermuseum im Palais Lobkowitz, das Weltmuseum Wien, der Theseustempel im Volksgarten, die Schatzkammer in der Hofburg und die Kaiserliche Wagenburg in einem Nebengebäude von Schloss Schönbrunn. Eine Außenstelle befindet sich im Schloss Ambras in Innsbruck.

### Kunsthistorisches Museum (Haupthaus)
- Gemäldegalerie
- Ägyptisch-Orientalische Sammlung
- Antikensammlung
- Kunstkammer Wien
- Münzkabinett
- Bibliothek

### Neue Burg
- Ephesos-Museum
- Sammlung alter Musikinstrumente
- Hofjagd- und Rüstkammer
- Archiv

### Hofburg

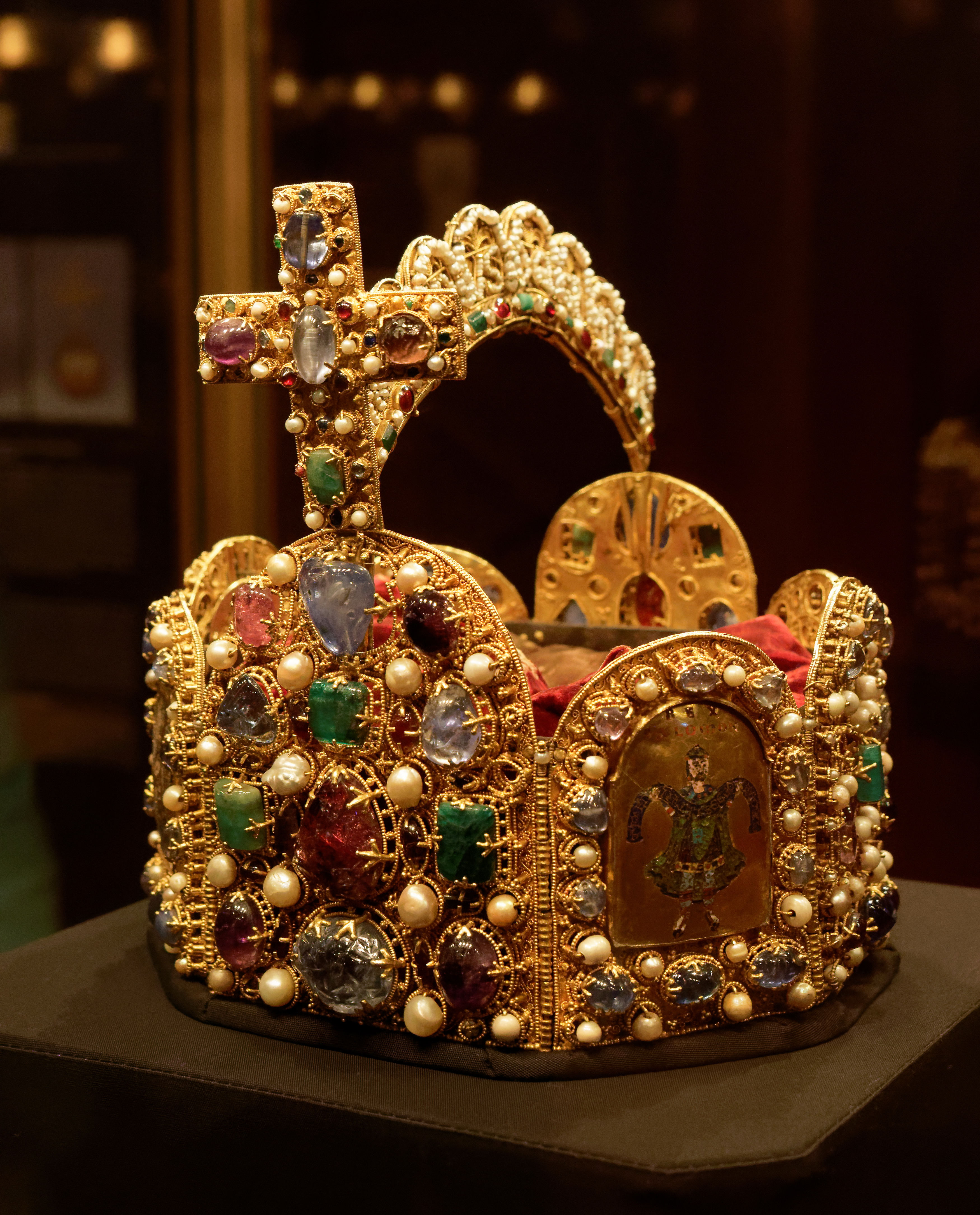
Die Reichskrone in der Schatzkammer
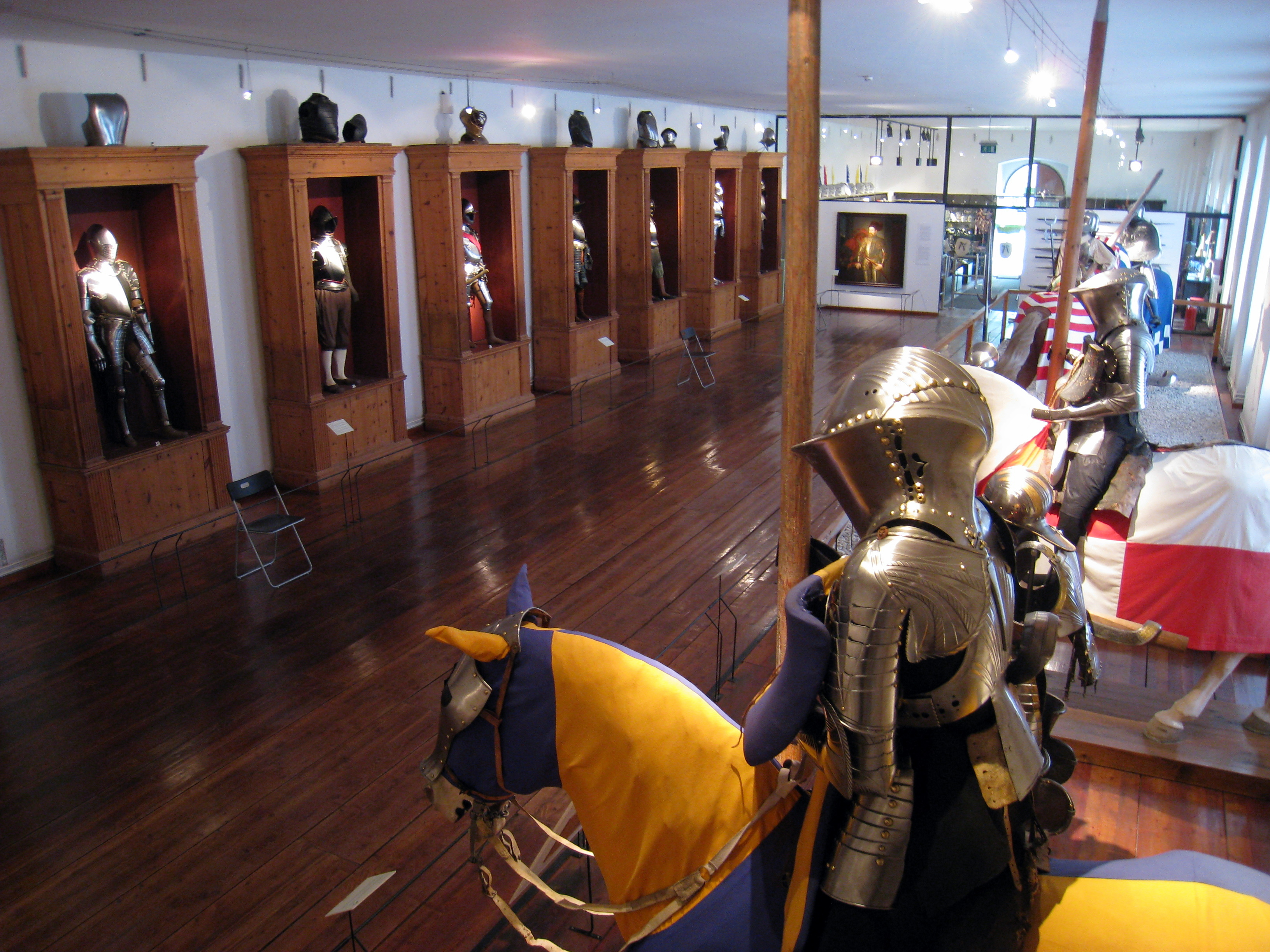
Rüstungskammer im Schloss Ambras

- Kaiserliche Schatzkammer Wien

1. Insignien der österreichischen Erbhuldigung
2. Insignien des Kaisertums Österreich
3. Insignien des Heiligen Römischen Reiches
4. Burgundisches Erbe und der Orden vom Goldenen Vlies
5. Habsburg-Lothringischer Hausschatz
6. Geistliche Schatzkammer

### Schloss Schönbrunn
- Kaiserliche Wagenburg Wien

### Schloss Ambras Innsbruck
- Schloss Ambras Innsbruck

## Wissenschaft und Forschung
Das Kunsthistorische Museum ist Österreichs größte museale Forschungsstätte. Zu den Kernaufgaben als wissenschaftliche Anstalt zählt neben dem Sammeln und Bewahren die Erforschung der Bestände. Die wissenschaftliche Expertise über die Entstehung und Funktionen der Objekte, ihre Materialien und Produktionstechniken ist eine Grundvoraussetzung für die Restaurierung der Museumsobjekte und ihre präventive Konservierung.
Die Sammlungen des Kunsthistorischen Museums und ihre angeschlossenen Restaurierwerkstätten sind die Grundpfeiler der musealen, objektbasierten Forschung. Darüber hinaus führt das Naturwissenschaftlichen Labor des KHM Analyseverfahren durch und betreibt Grundlagenforschung.
Das KHM verfügt außerdem über ein Archiv und eine Museumsbibliothek. Sie leisten Beiträge zur Provenienzforschung und zur Dokumentation der Sammlungsgeschichte.
Die wissenschaftlichen Projekte des Kunsthistorischen Museums umfassen die Fachbereiche Kunst- und Kulturgeschichtliche, Ägyptologie, Archäologie und Numismatik. Infolge der Vielfalt der Sammlungen und Fachrichtungen des Museums ist der interdisziplinäre Austausch eine Kernkompetenz der musealen Forschung. Ergebnisse solcher Forschungsarbeiten unterstützen die moderne Vermittlungsarbeit, wie beispielsweise die Röntgenaufnahmen von Gemälden auf der interaktiven Ausstellungswebsite 'Inside Bruegel'.
Zu den wissenschaftlichen Kooperationspartnern des Kunsthistorischen Museums zählen internationale Forschungsstätten, andere Museen, Universitäten und außeruniversitäre Forschungseinrichtungen. Das Kunsthistorische Museum beteiligt sich regelmäßig an der Langen Nacht der Forschung.

## Bedeutende Exponate (Auswahl)

Bedeutende Exponate der Gemäldegalerie
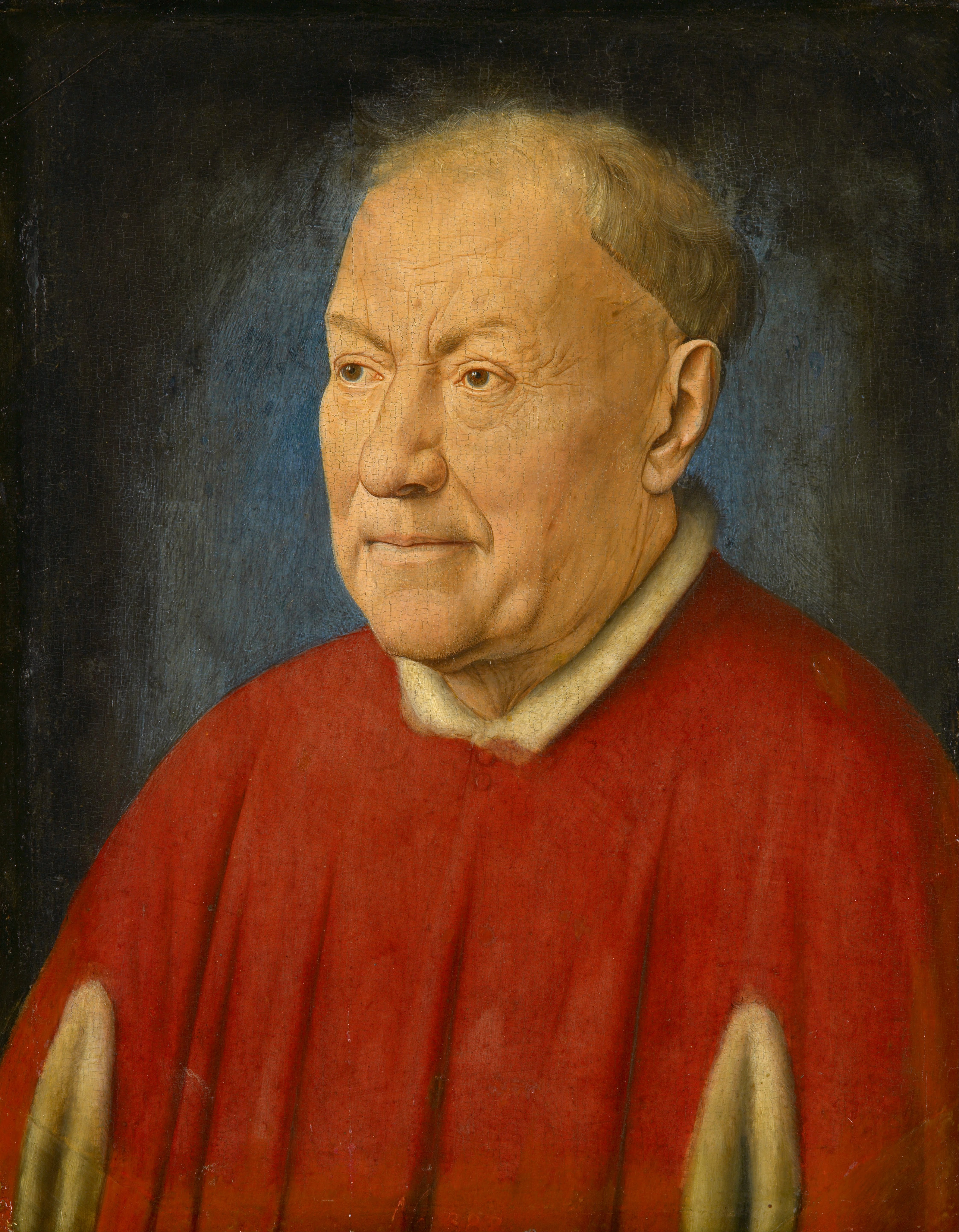
Jan van Eyck: Kardinal Niccolò Albergati, um 1435
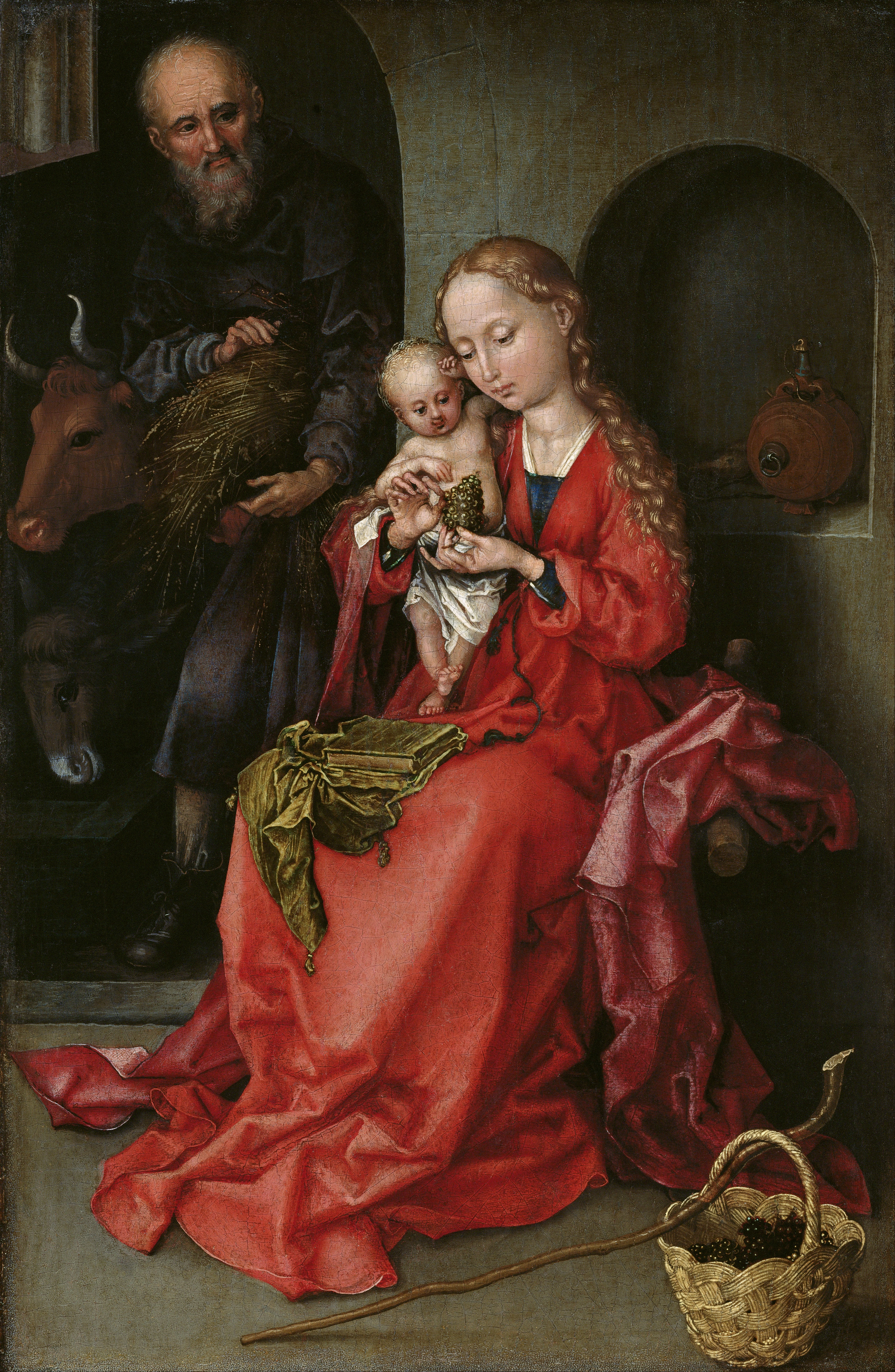
Martin Schongauer: Heilige Familie, 1475–1480
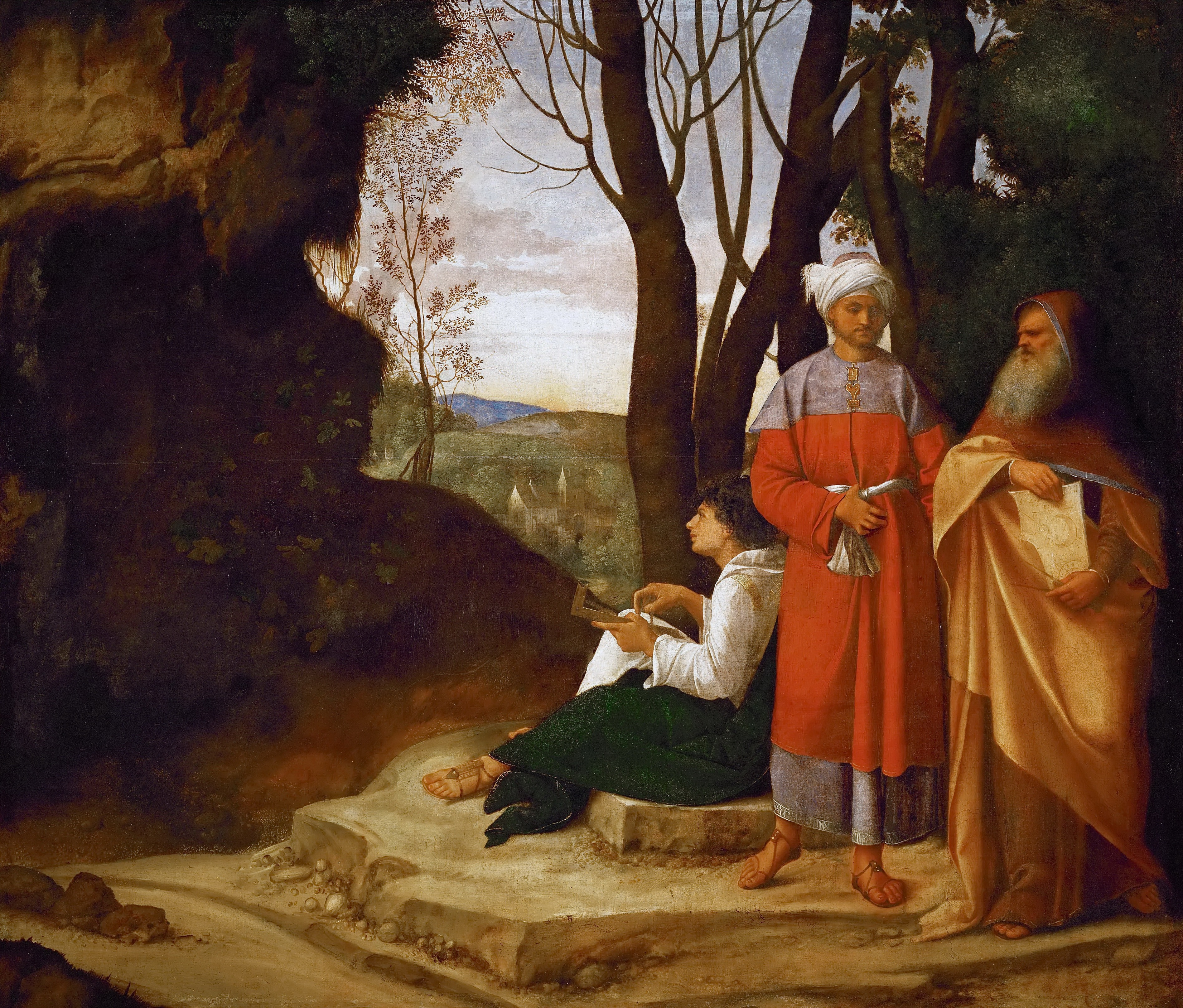
Giorgione: Die drei Philosophen, um 1504
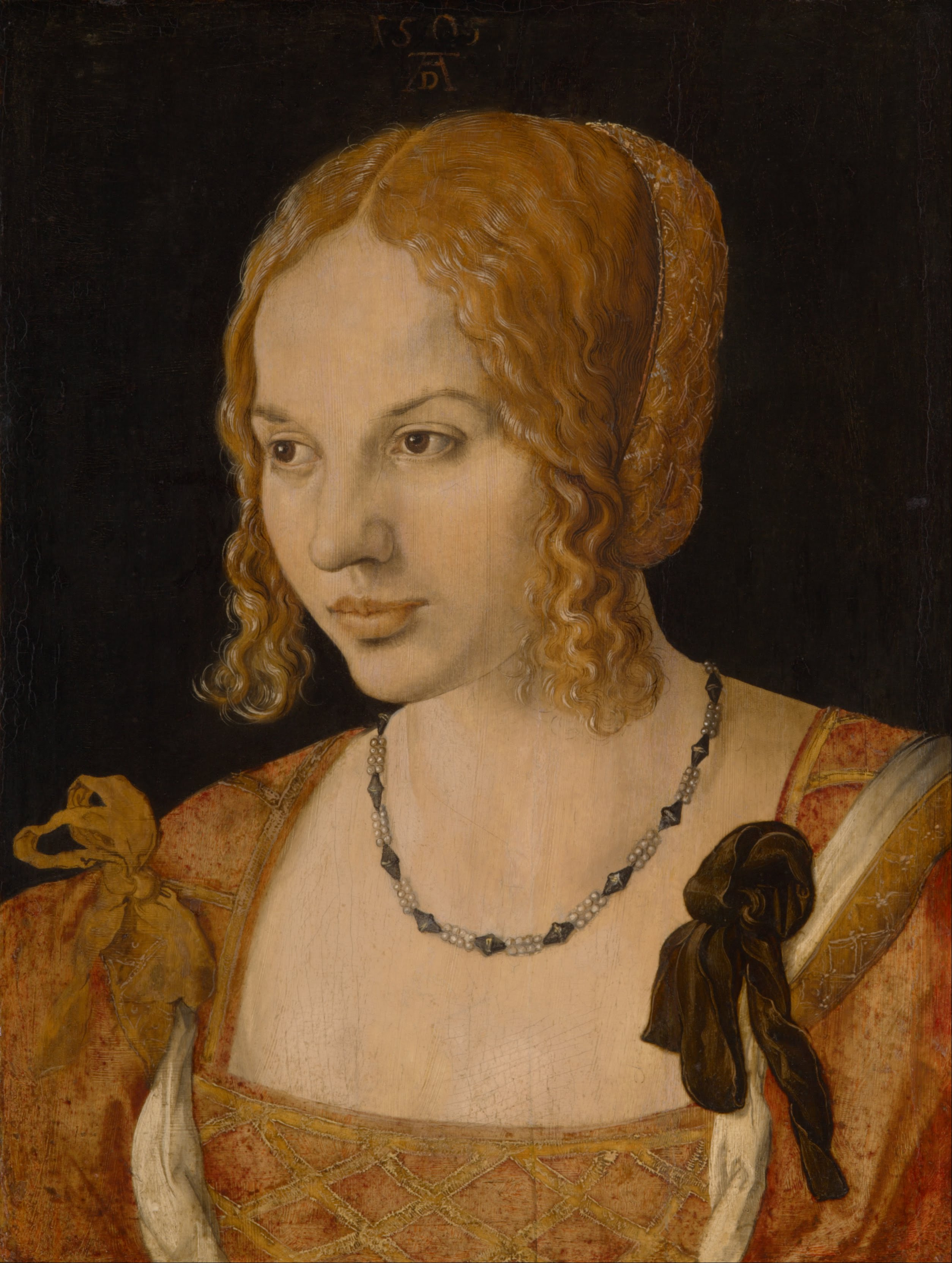
Albrecht Dürer: Porträt einer Venezianerin, 1505
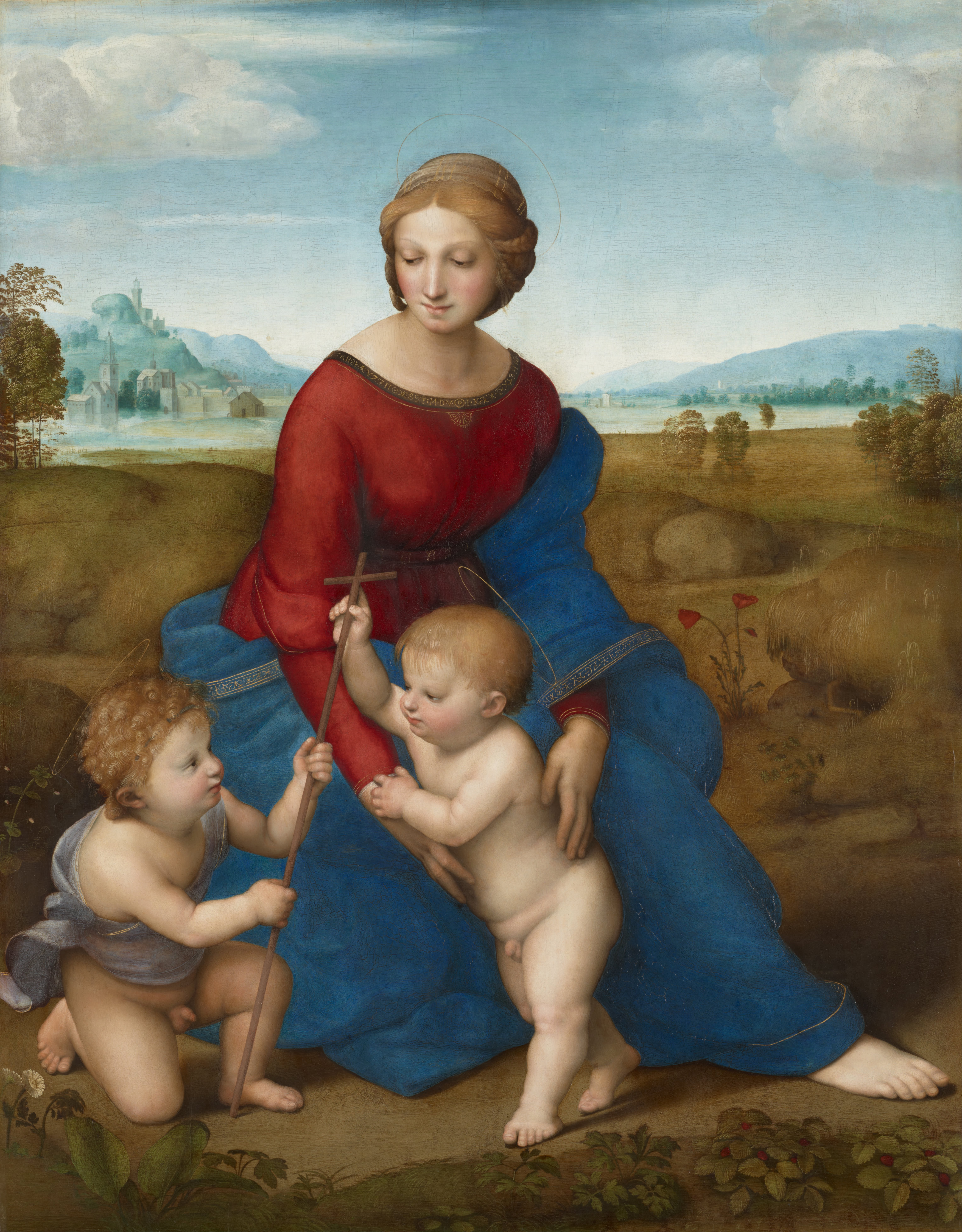
Raffael: Madonna im Grünen, 1505 oder 1506
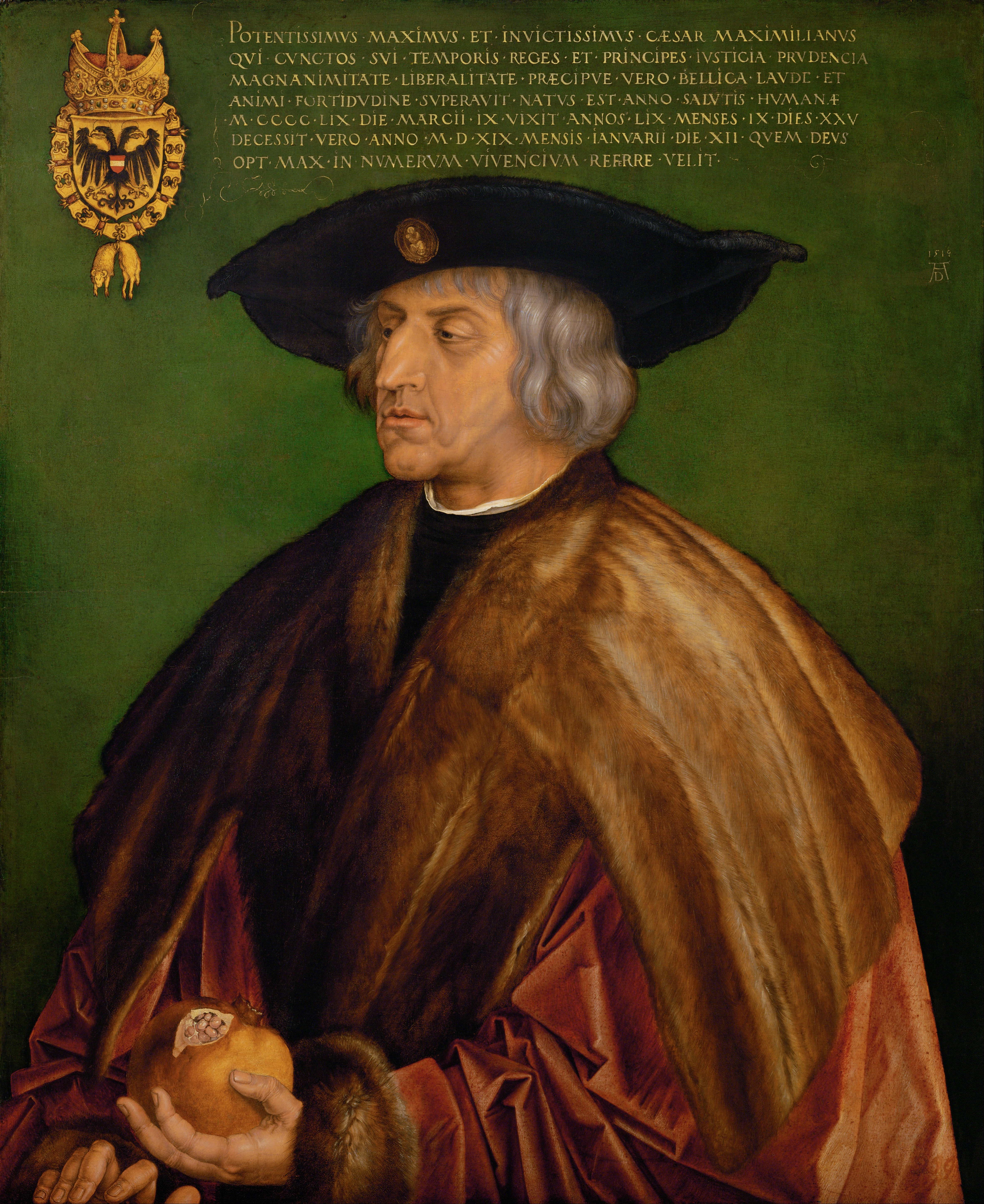
Albrecht Dürer: Kaiser Maximilian I., 1519
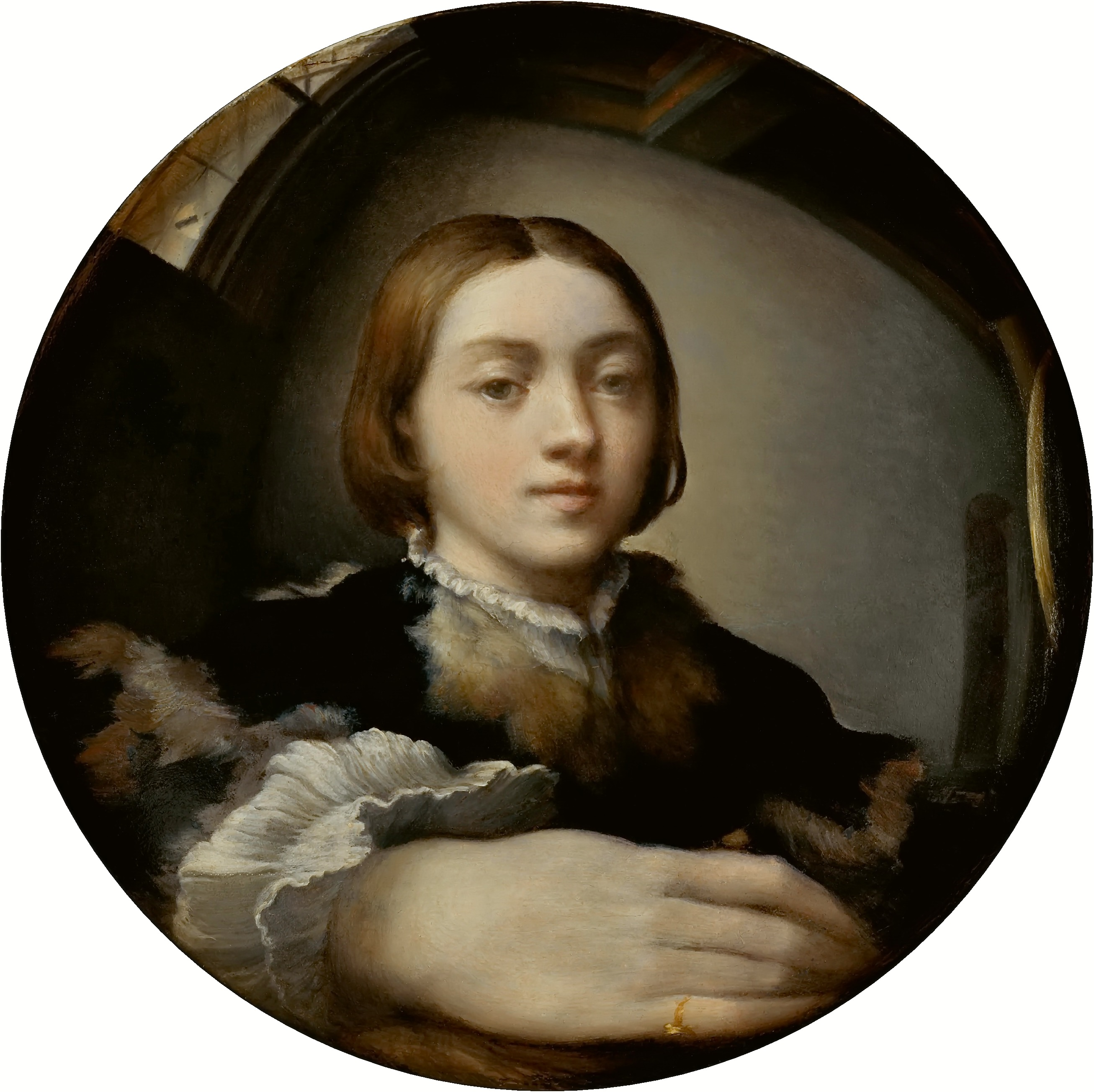
Parmigianino: Selbstporträt im konvexen Spiegel, 1523/1524
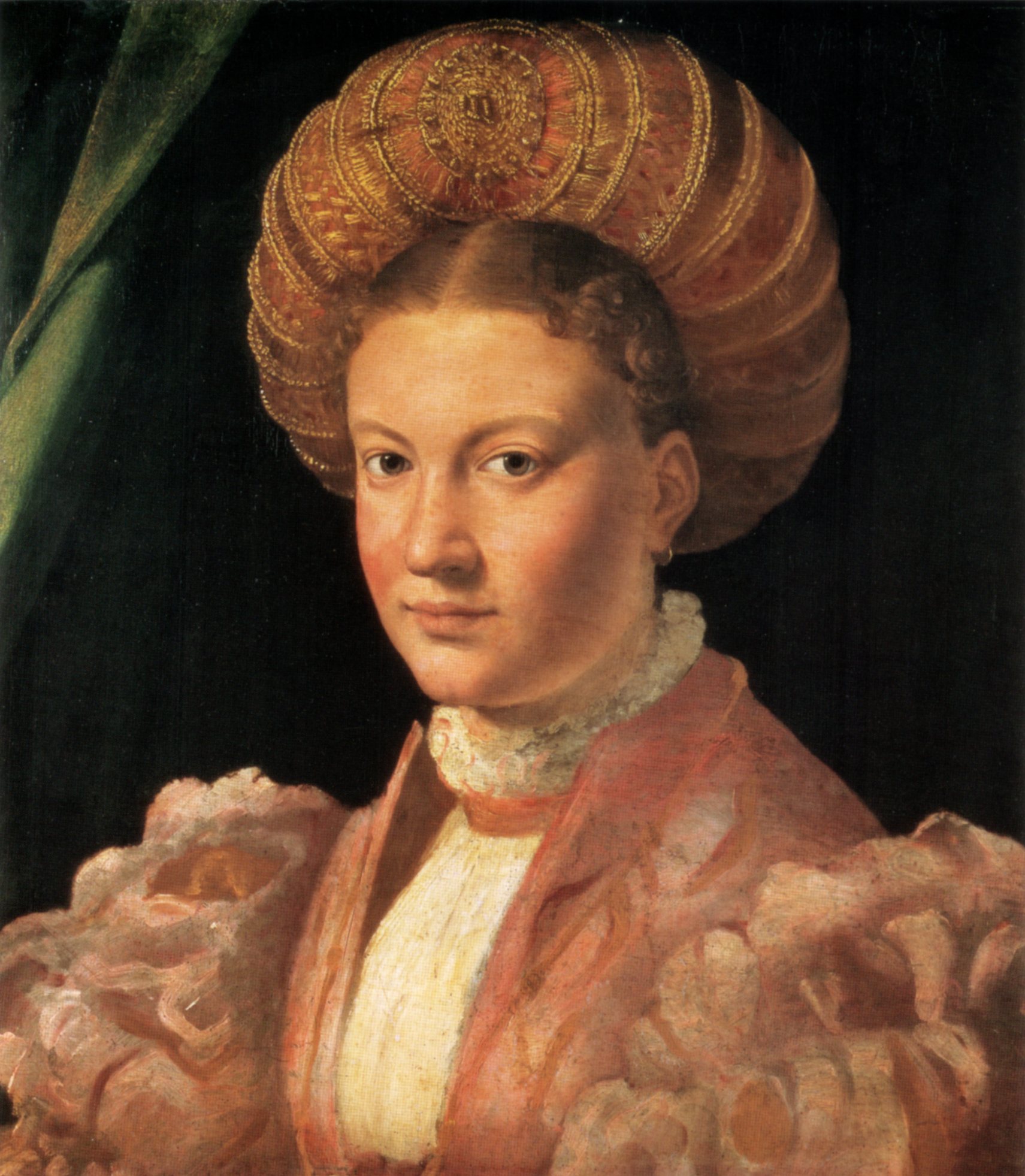
Parmigianino: Bildnis einer jungen Dame, um 1530
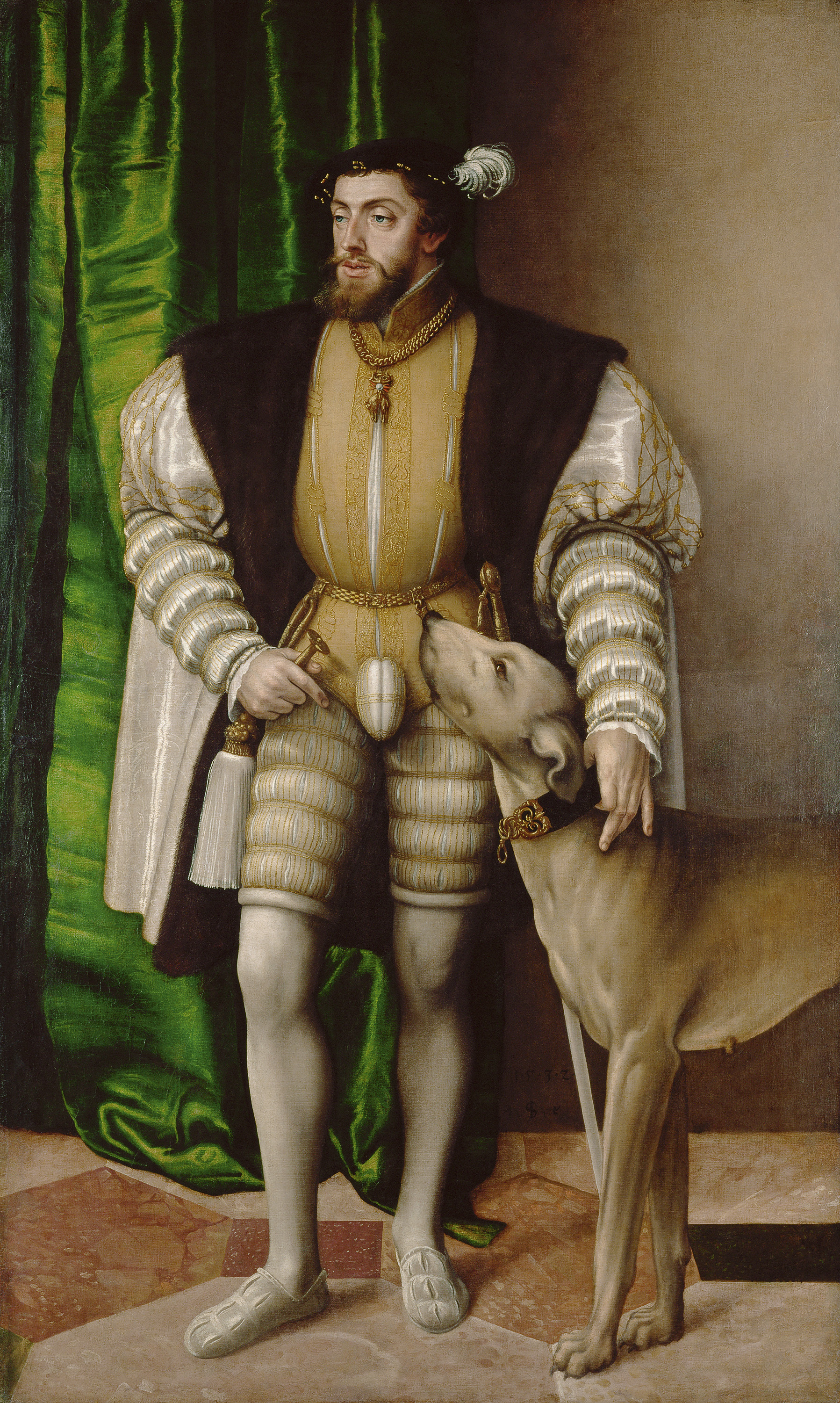
Jakob Seisenegger: Porträt Kaiser Karl V. mit Hund, 1532
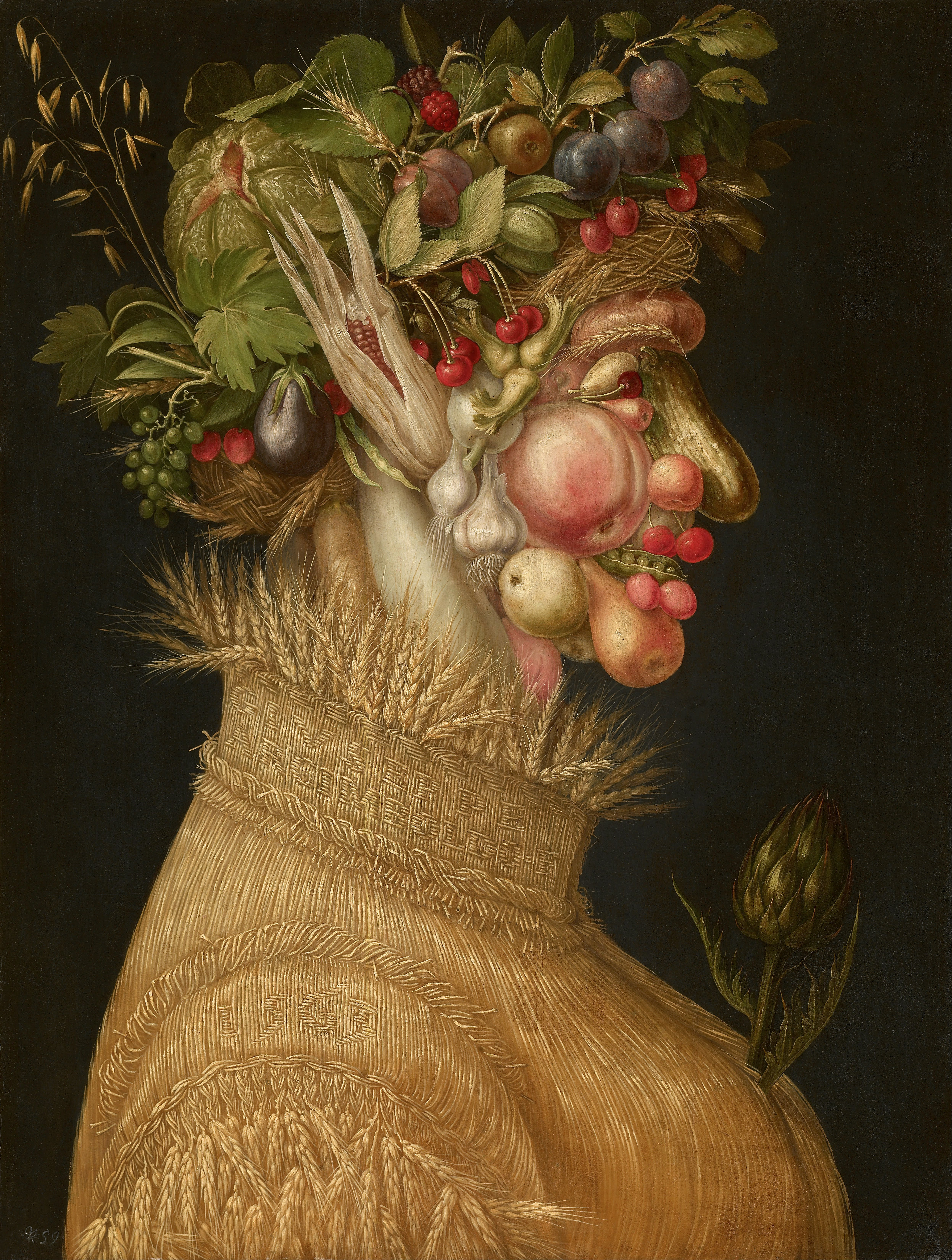
Giuseppe Arcimboldo: Der Sommer, 1563
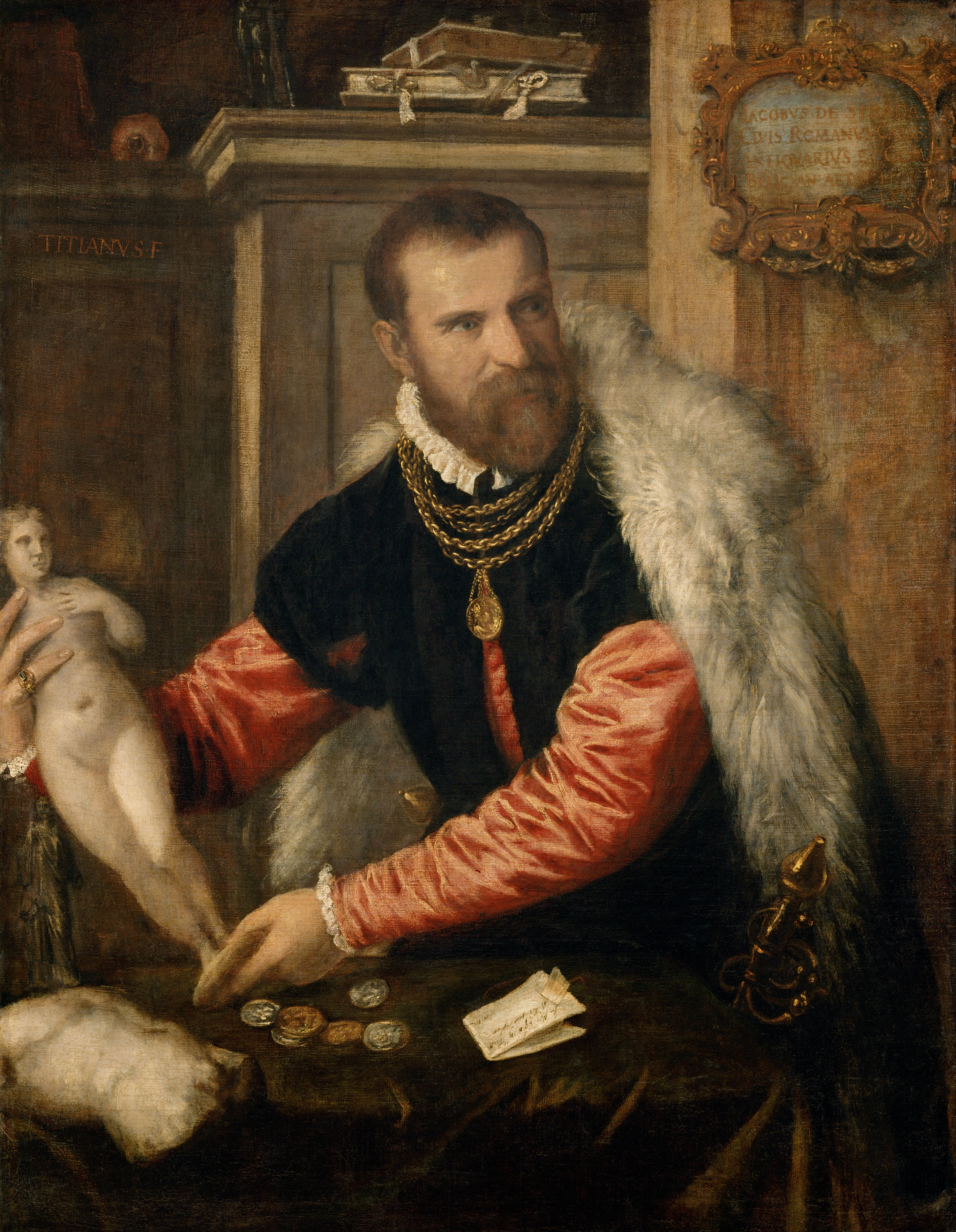
Tizian: Bildnis Jacopo de Strada, 1567/1568
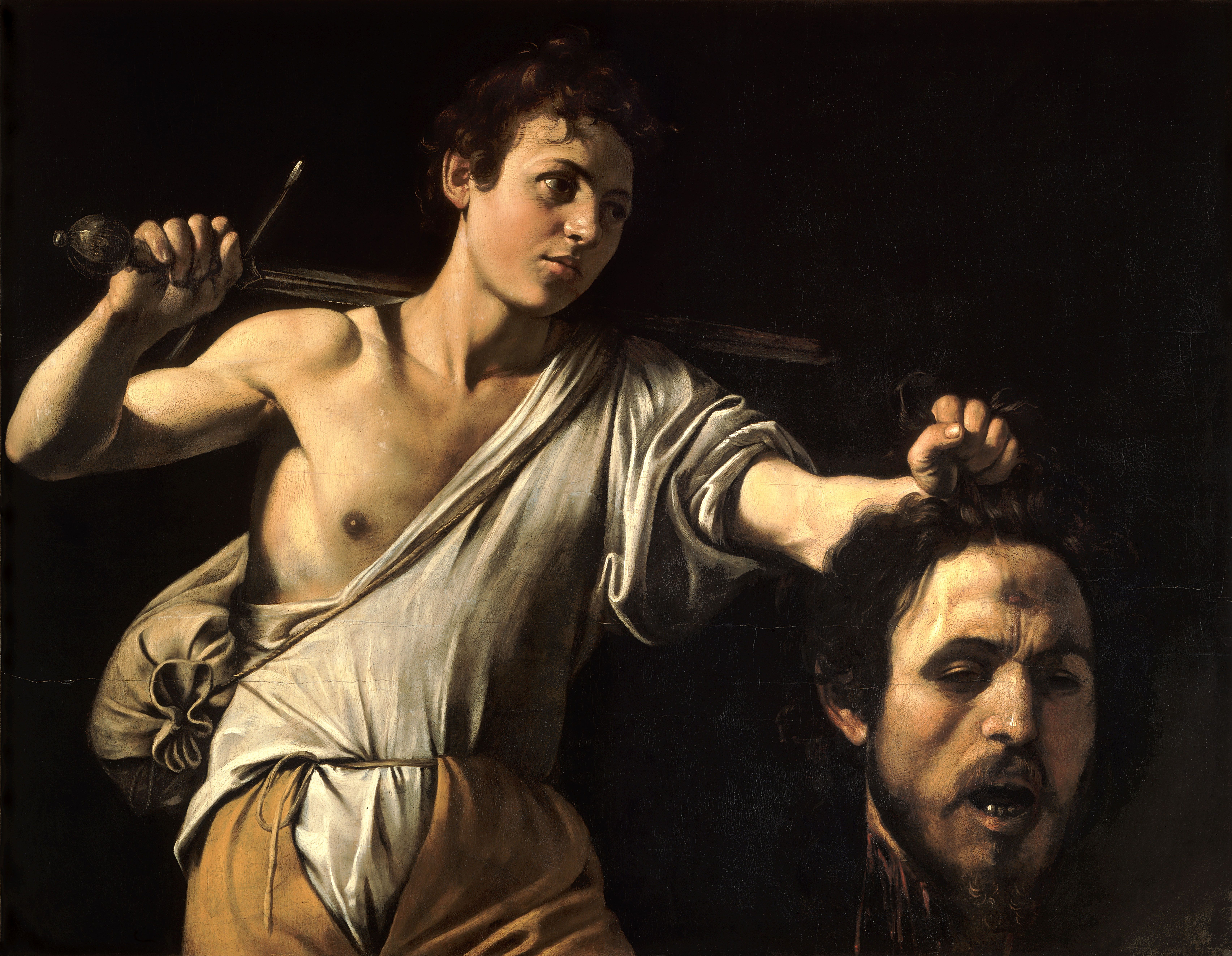
Caravaggio: David mit dem Haupt des Goliath, 1606–1607
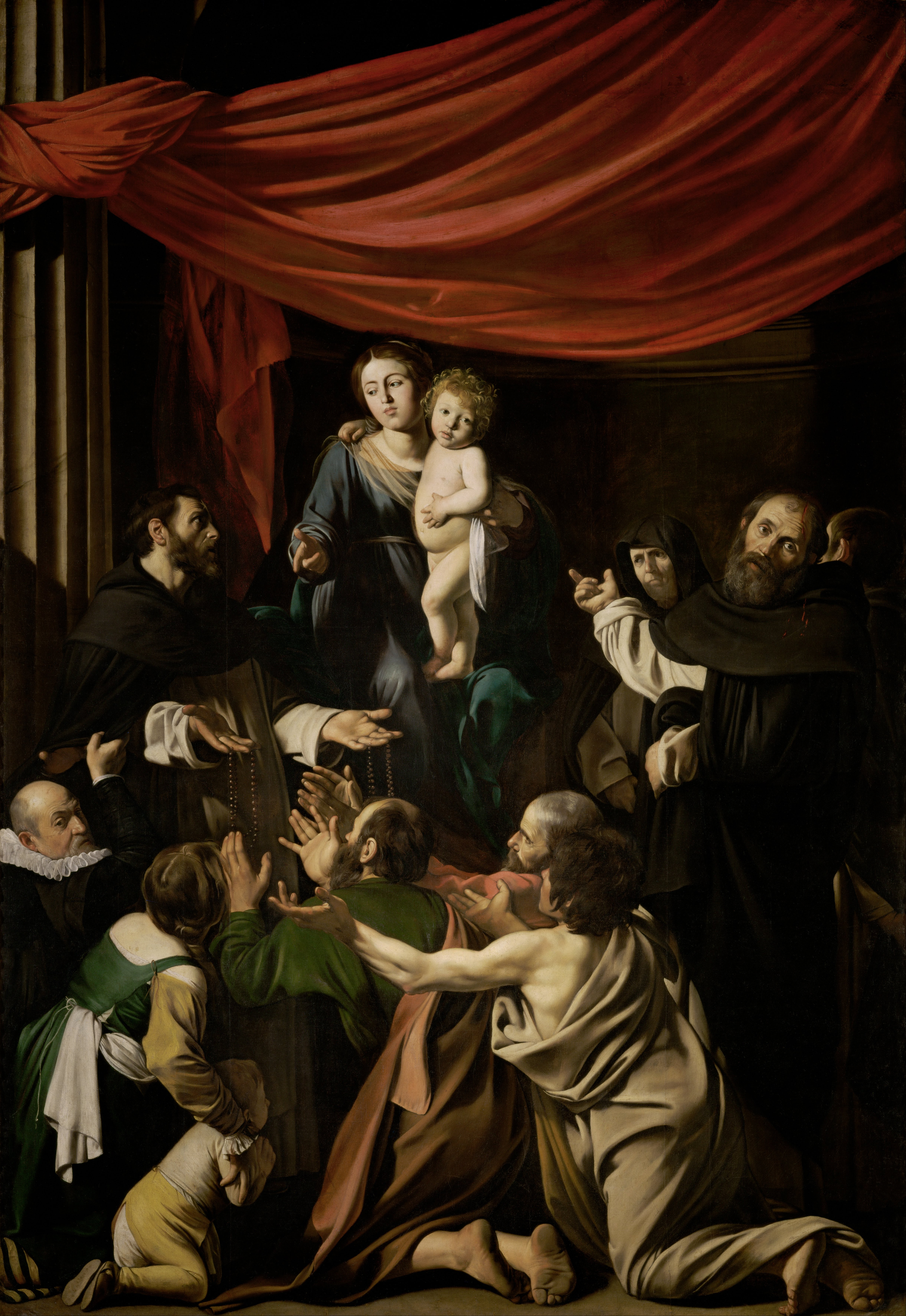
Caravaggio: Rosenkranzmadonna, 1606–1607
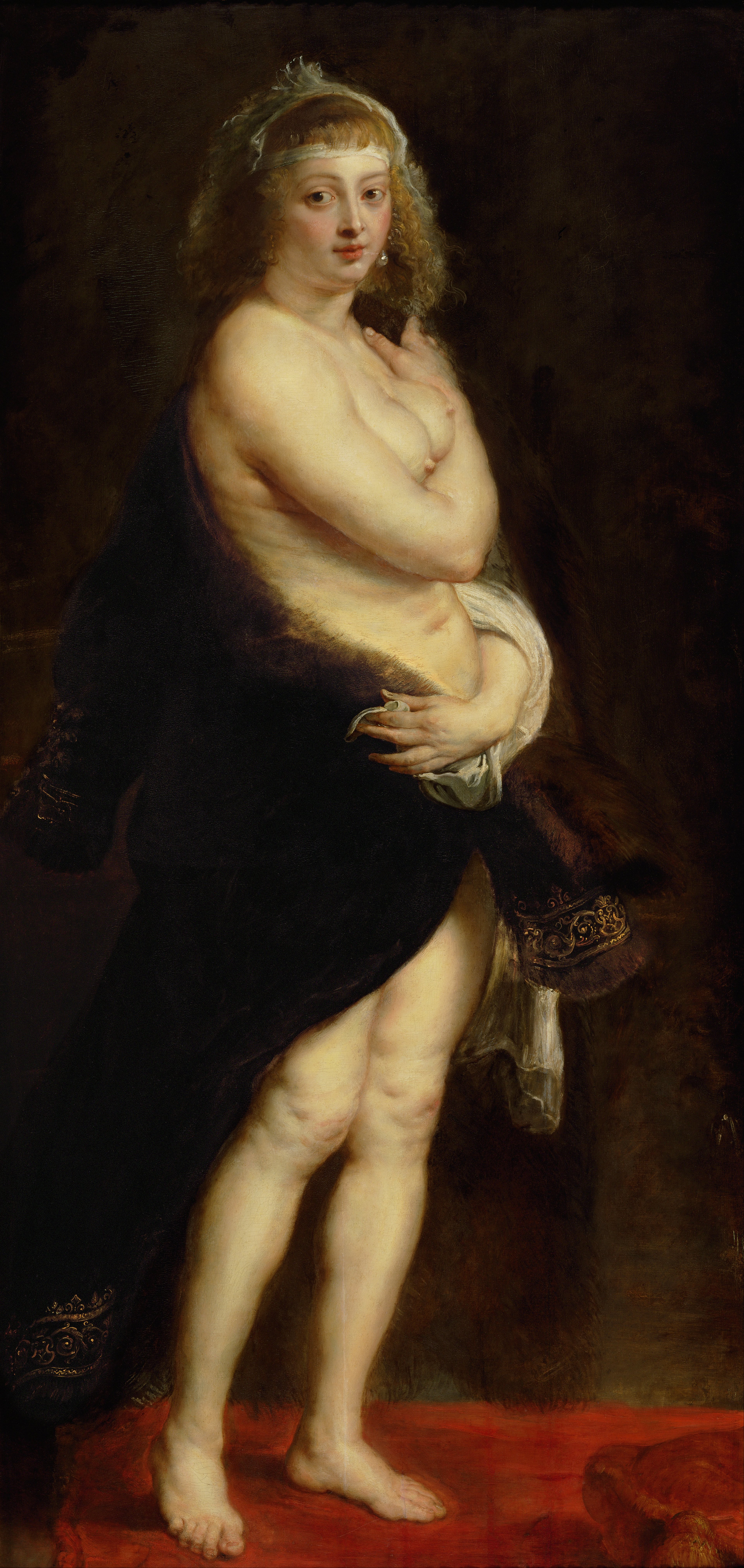
Peter Paul Rubens: Das Pelzchen, um 1636/1638
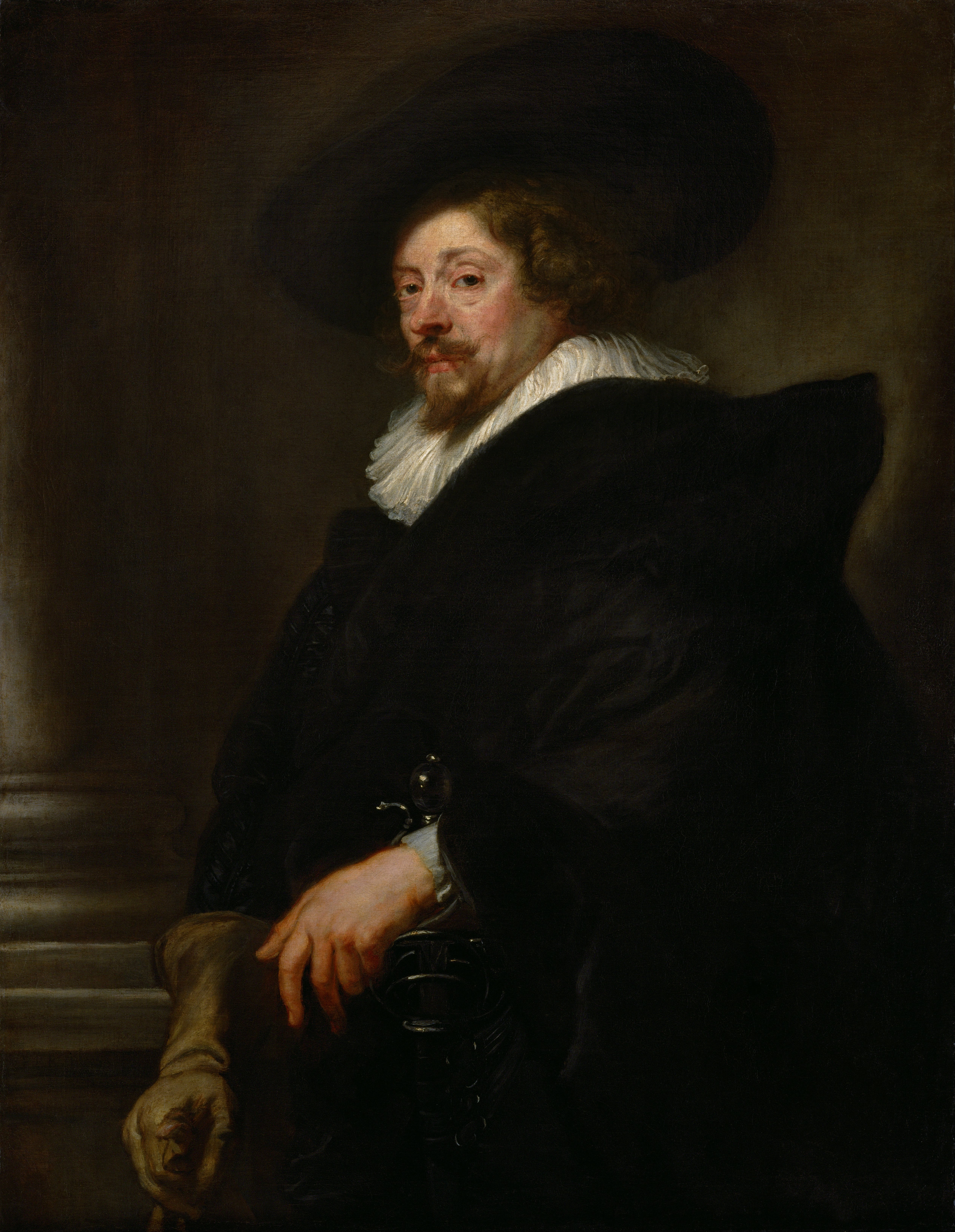
Peter Paul Rubens: Selbstbildnis, um 1638
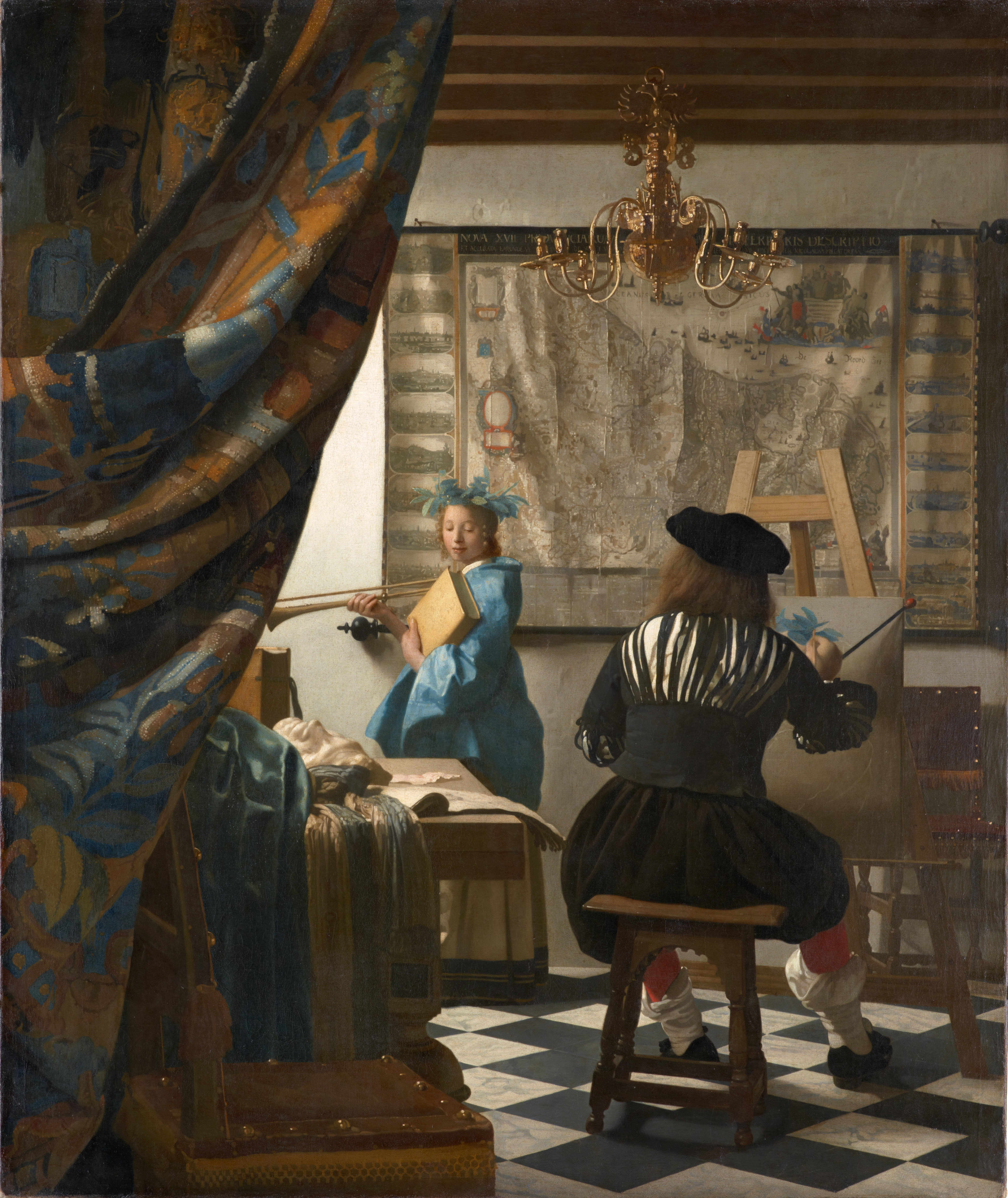
Jan Vermeer: Die Malkunst, um 1666/1668
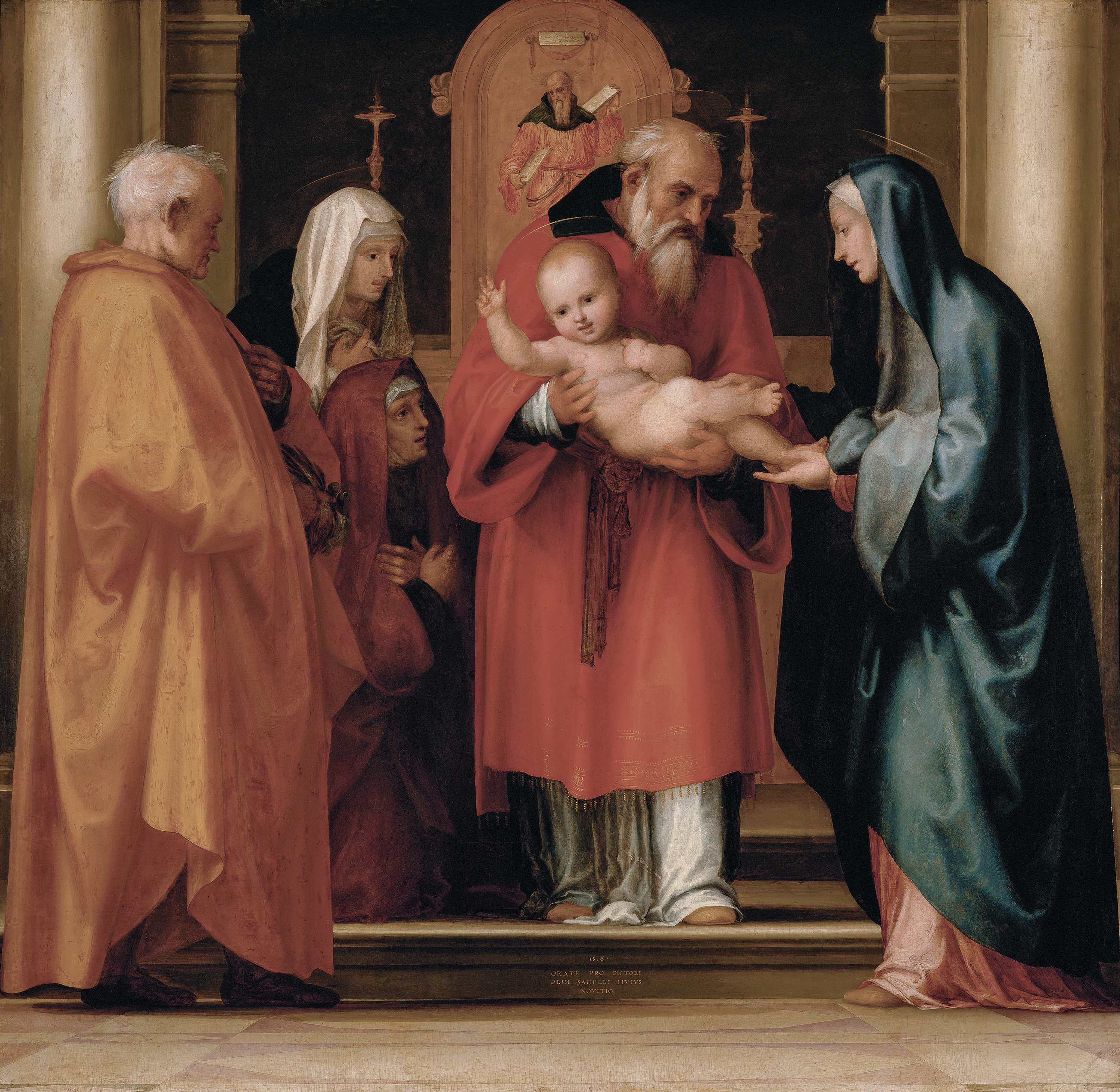
Fra Bartolomeo: Darbringung Christi im Tempel

Zu den bedeutendsten Exponaten der Gemäldegalerie zählen folgende:
- Jan van Eyck: Kardinal Niccolò Albergati, um 1435
- Martin Schongauer: Heilige Familie, 1475–1480
- Albrecht Dürer:
  - Allerheiligenbild („Landauer Altar“), 1509–1516
  - Bildnis Johannes Kleberger, 1526
- Parmigianino: Selbstporträt im konvexen Spiegel, 1523/1524
- Giuseppe Arcimboldo: Sommer, 1563
- Michelangelo Merisi da Caravaggio: Rosenkranzmadonna, 1606/1607
- Tizian:
  - Nymphe und Schäfer, um 1570–1575
  - Bildnis Jacopo de Strada, 1567/1568
- Raffaello Santi:
  - Madonna im Grünen, 1505/1506
- Lorenzo Lotto:
  - Bildnis eines Jünglings vor weißem Vorhang, 1508
- Peter Paul Rubens:
  - Der Altar des hl. Ildefonso, 1630–1632
  - Das Pelzchen, um 1636/1638
- Jan Vermeer: Die Malkunst, um 1666/1668
- Pieter Bruegel der Ältere: Das Kunsthistorische Museum besitzt mit zwölf Bruegel-Gemälden die größte Sammlung des Malers.
  - Kampf zwischen Fasching und Fasten, 1559
  - Kinderspiele, 1560
  - Selbstmord Sauls, 1562
  - Turmbau zu Babel, 1563
  - Kreuztragung Christi, 1564
  - Düsterer Tag (Vorfrühling), 1565
  - Heimkehr der Herde (Herbst), 1565
  - Jäger im Schnee (Winter), 1565
  - Bauer und Vogeldieb, 1568
  - Bauernhochzeit, 1568/1569
  - Bauerntanz, um 1568
  - Bekehrung Pauli, 1567

Saal X: Gemälde von Pieter Bruegel d. Ä.
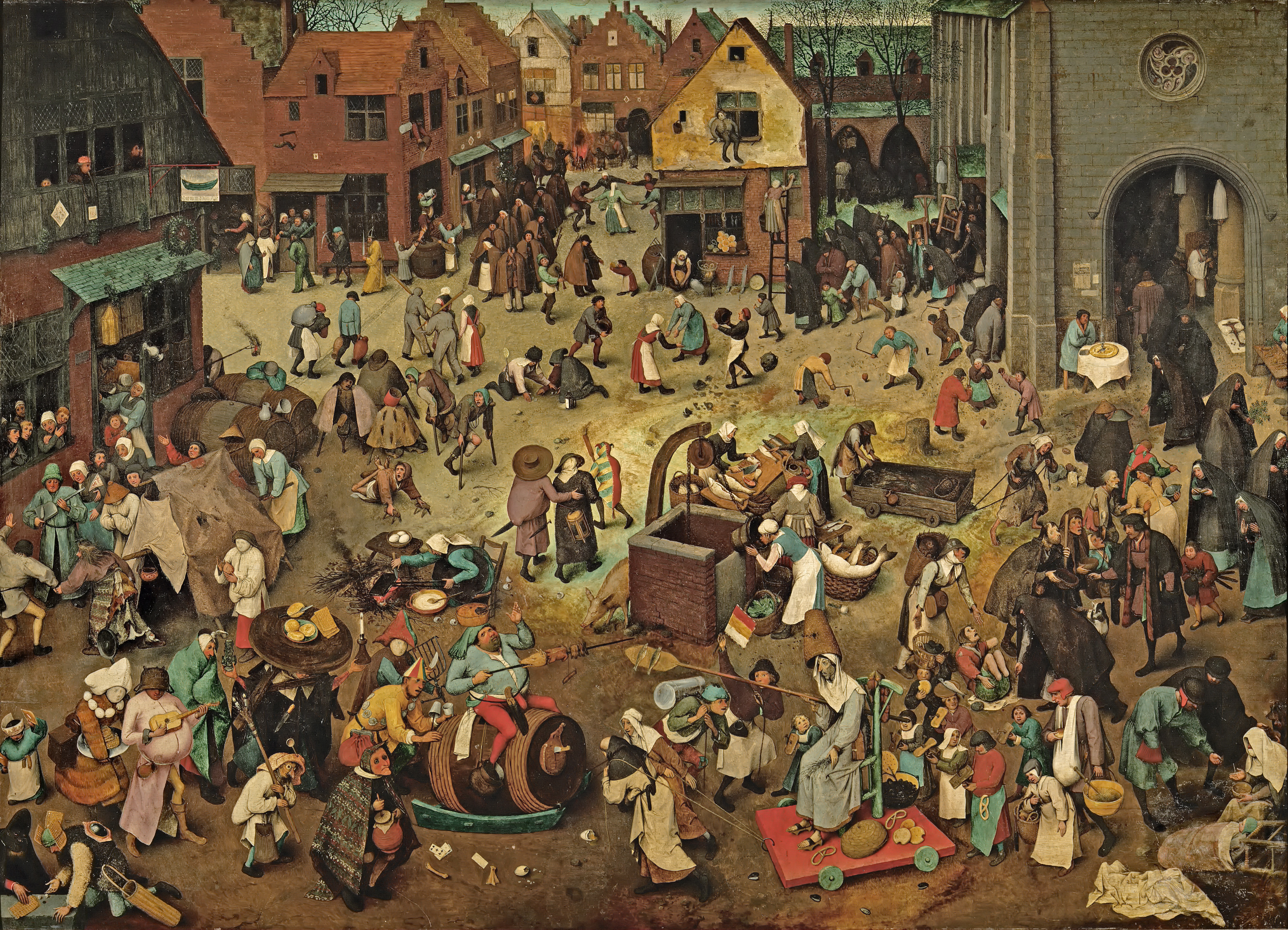
Kampf zwischen Fasching und Fasten, 1559
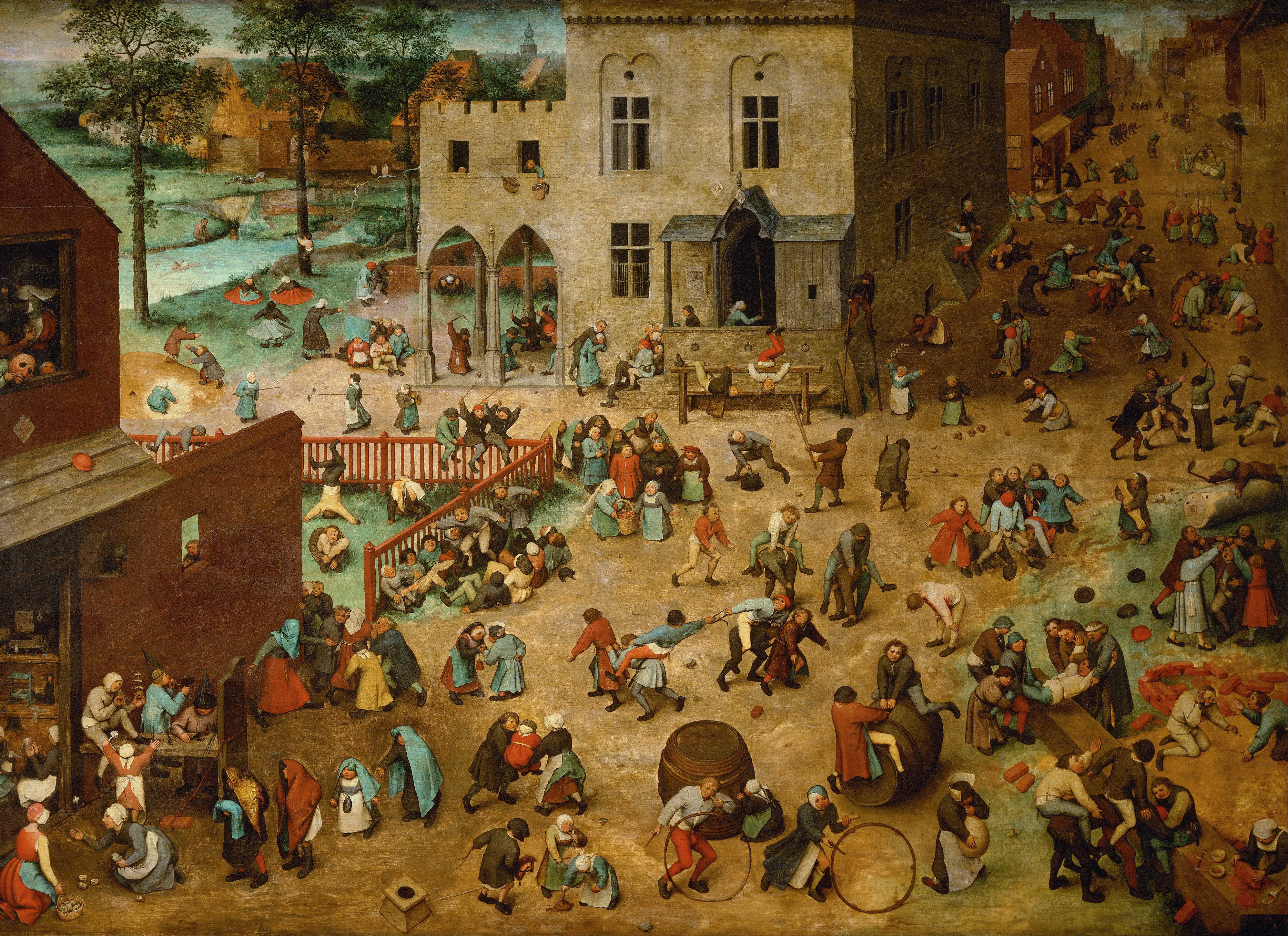
Die Kinderspiele, 1560
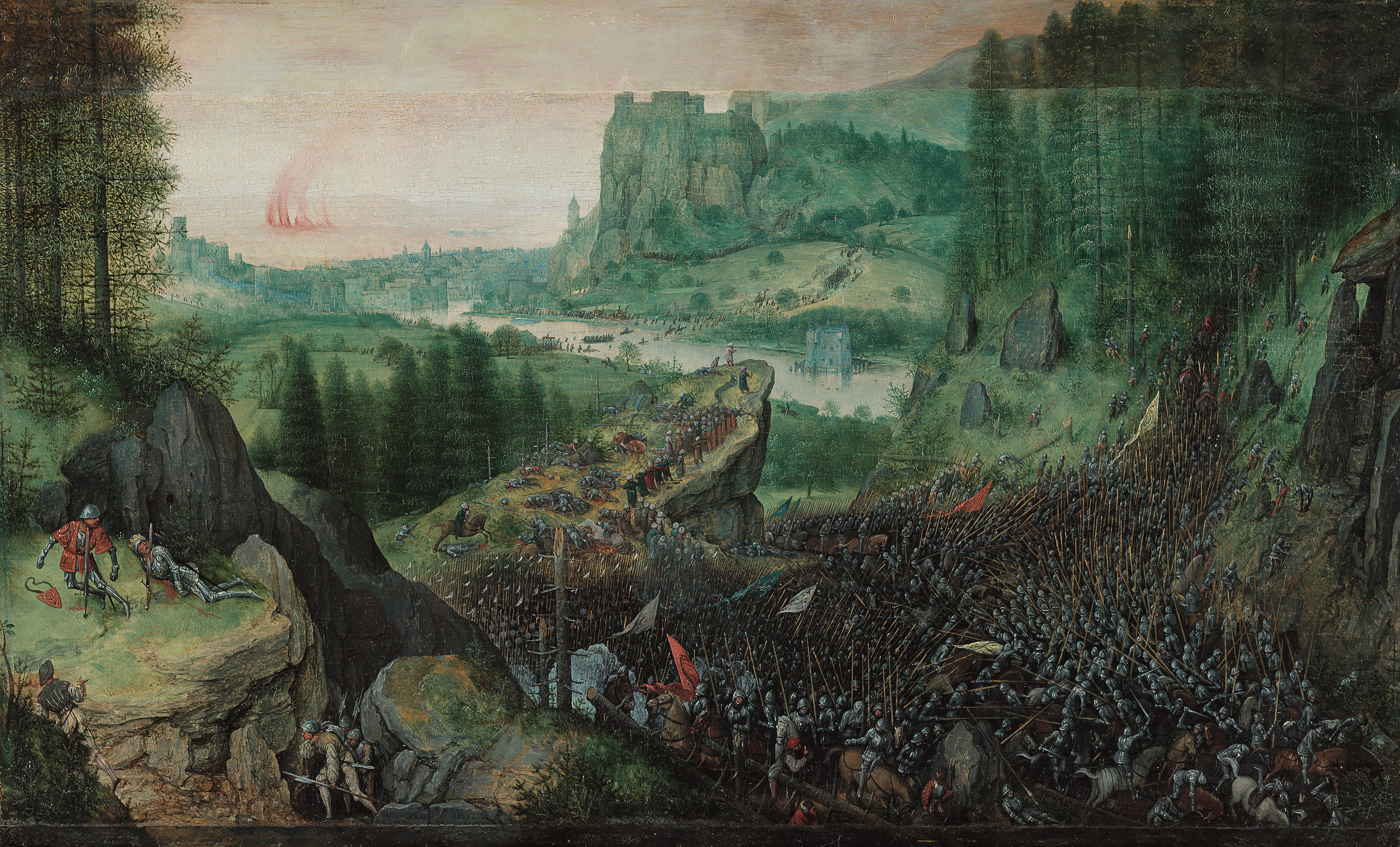
Selbstmord Sauls, 1562
Turmbau zu Babel, 1563
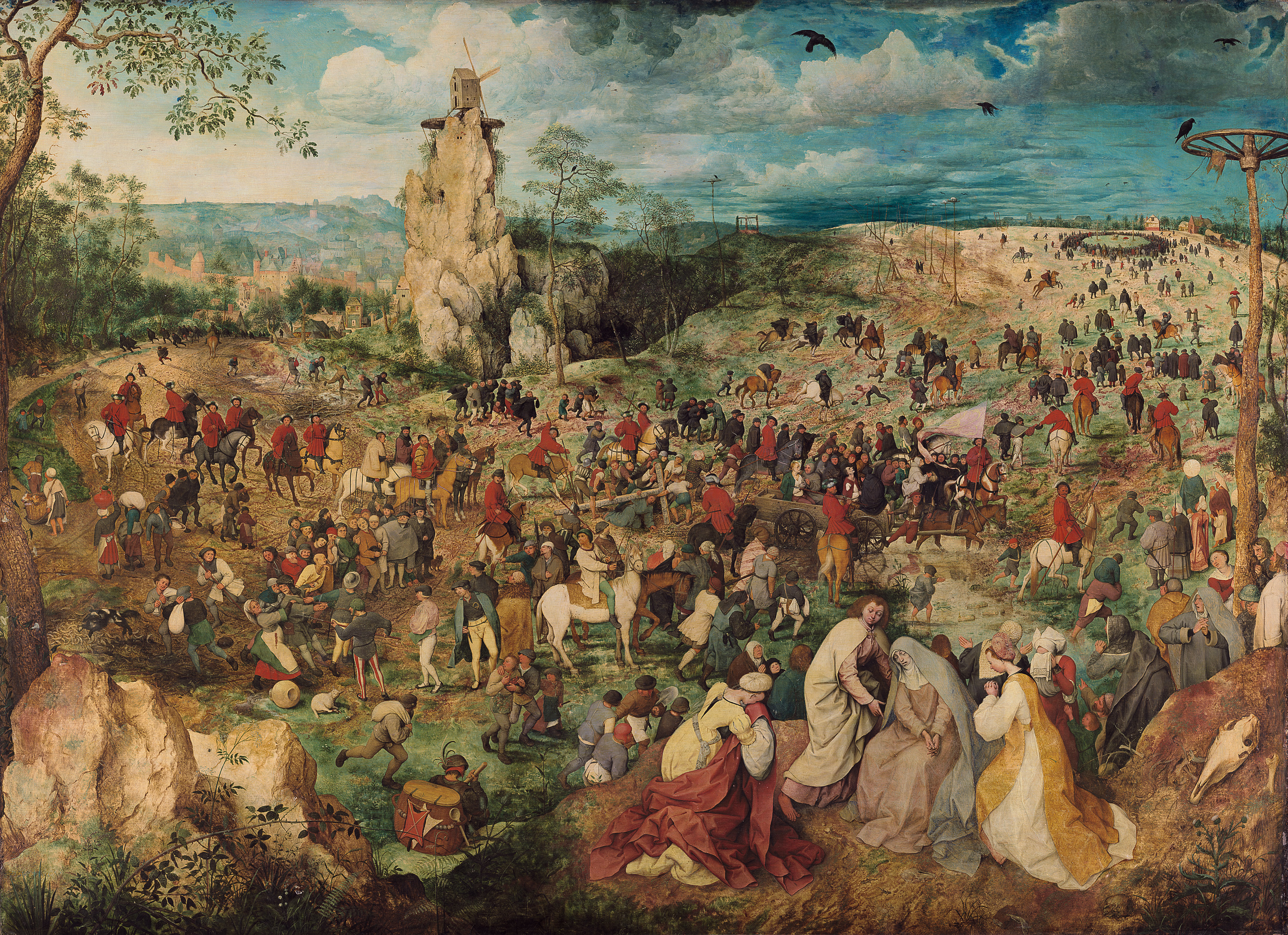
Die Kreuztragung Christi, 1564
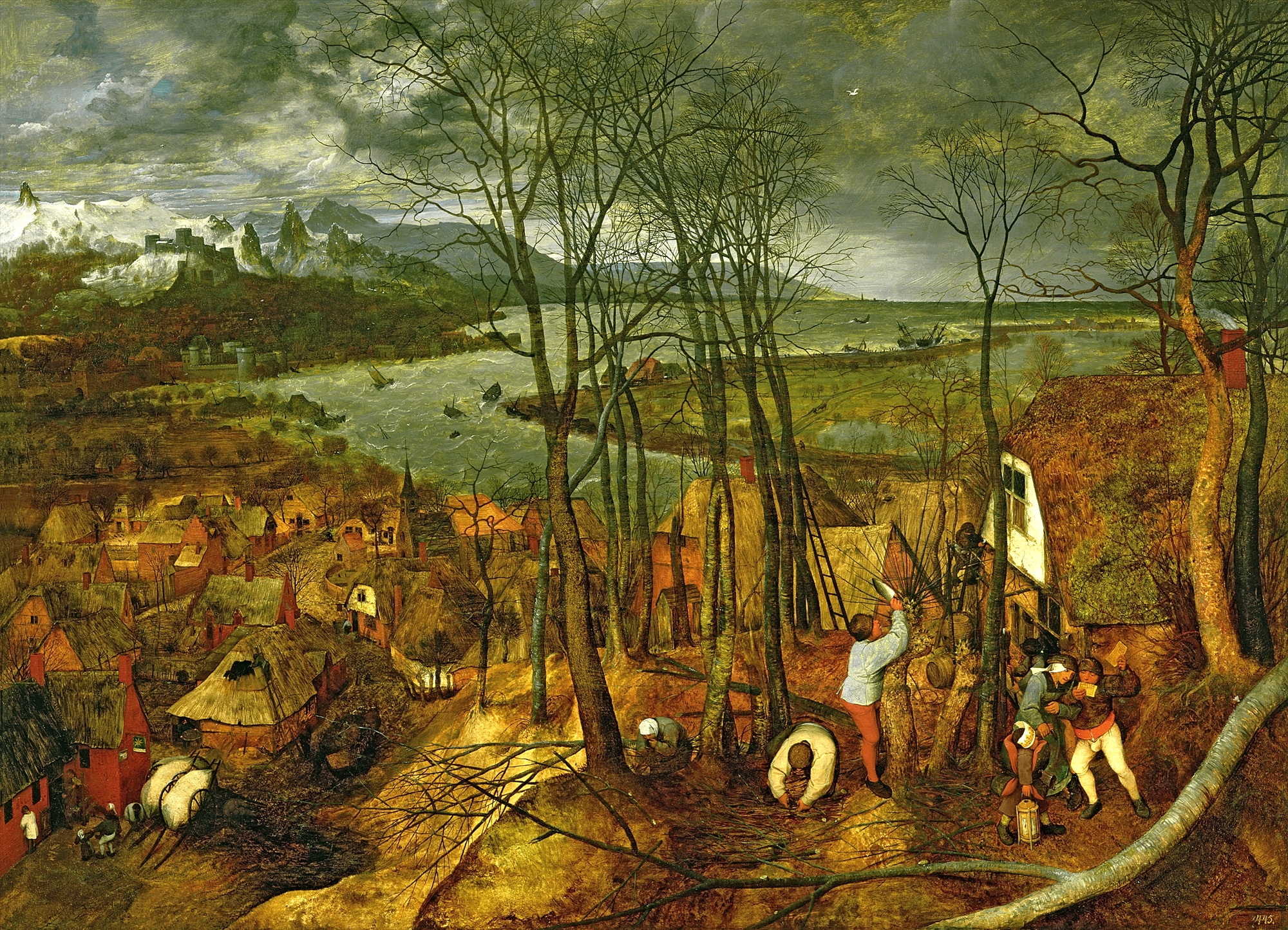
Düsterer Tag (Vorfrühling), 1565
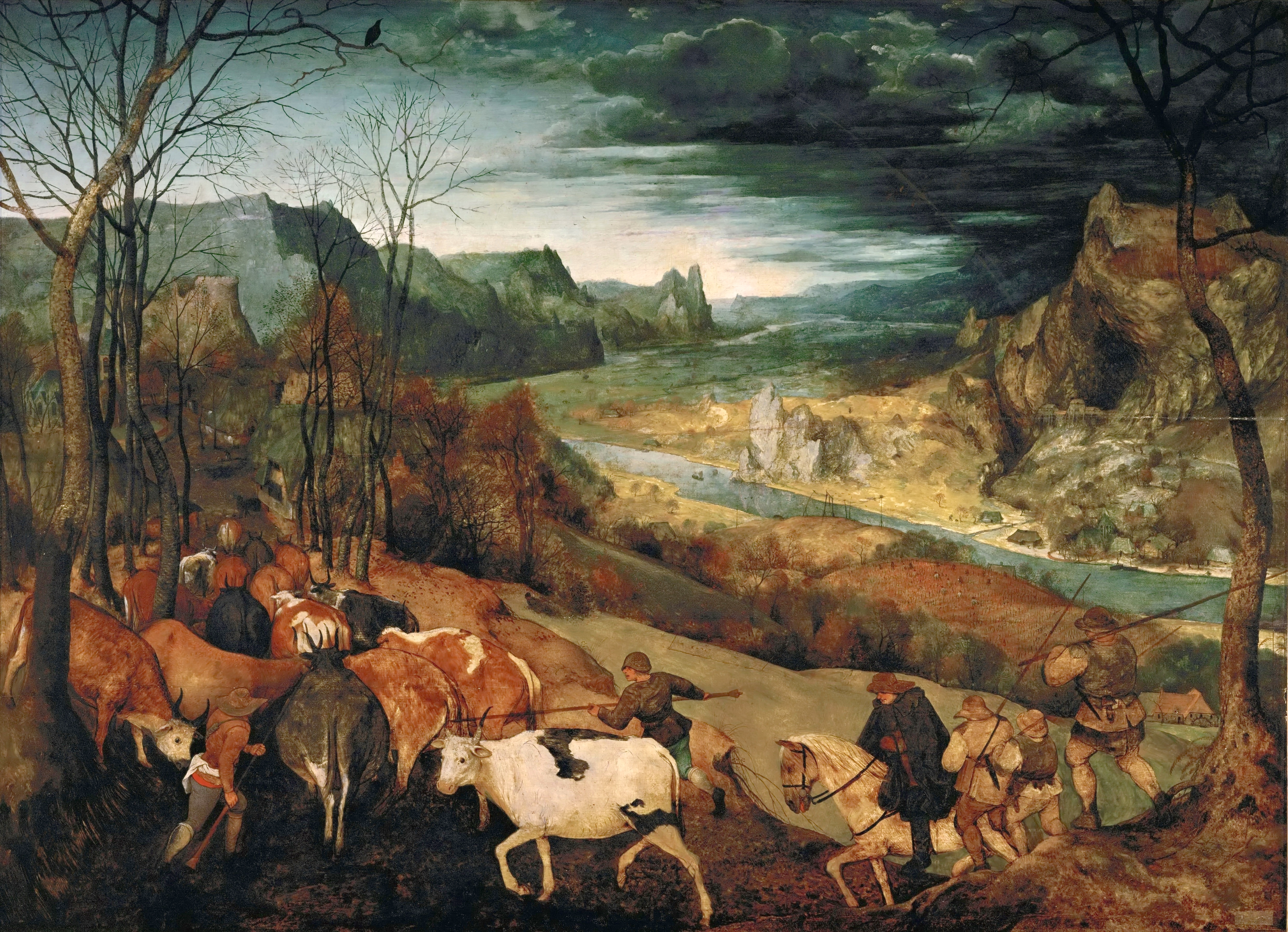
Die Heimkehr der Herde (Herbst), 1565
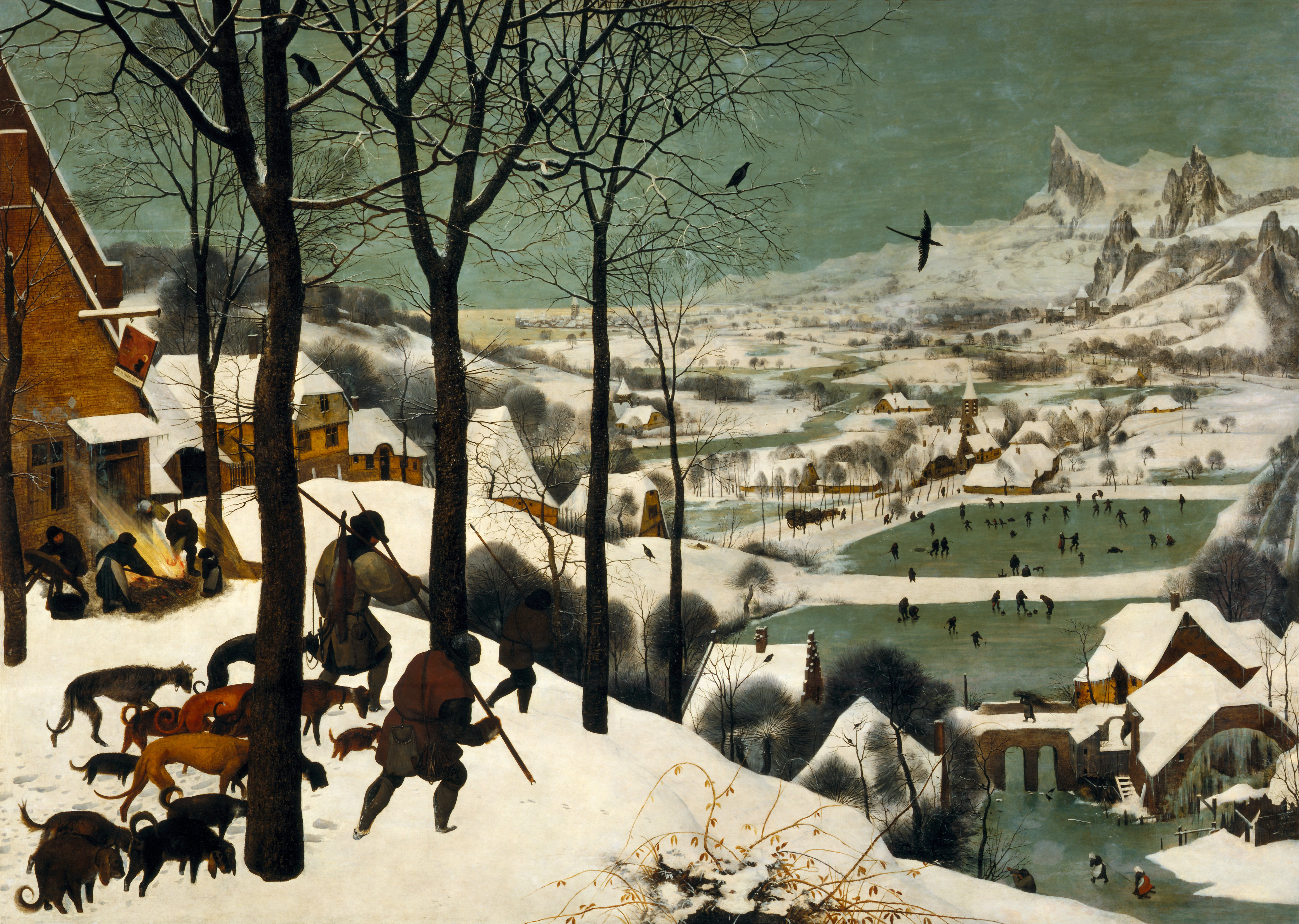
Jäger im Schnee (Winter), 1565
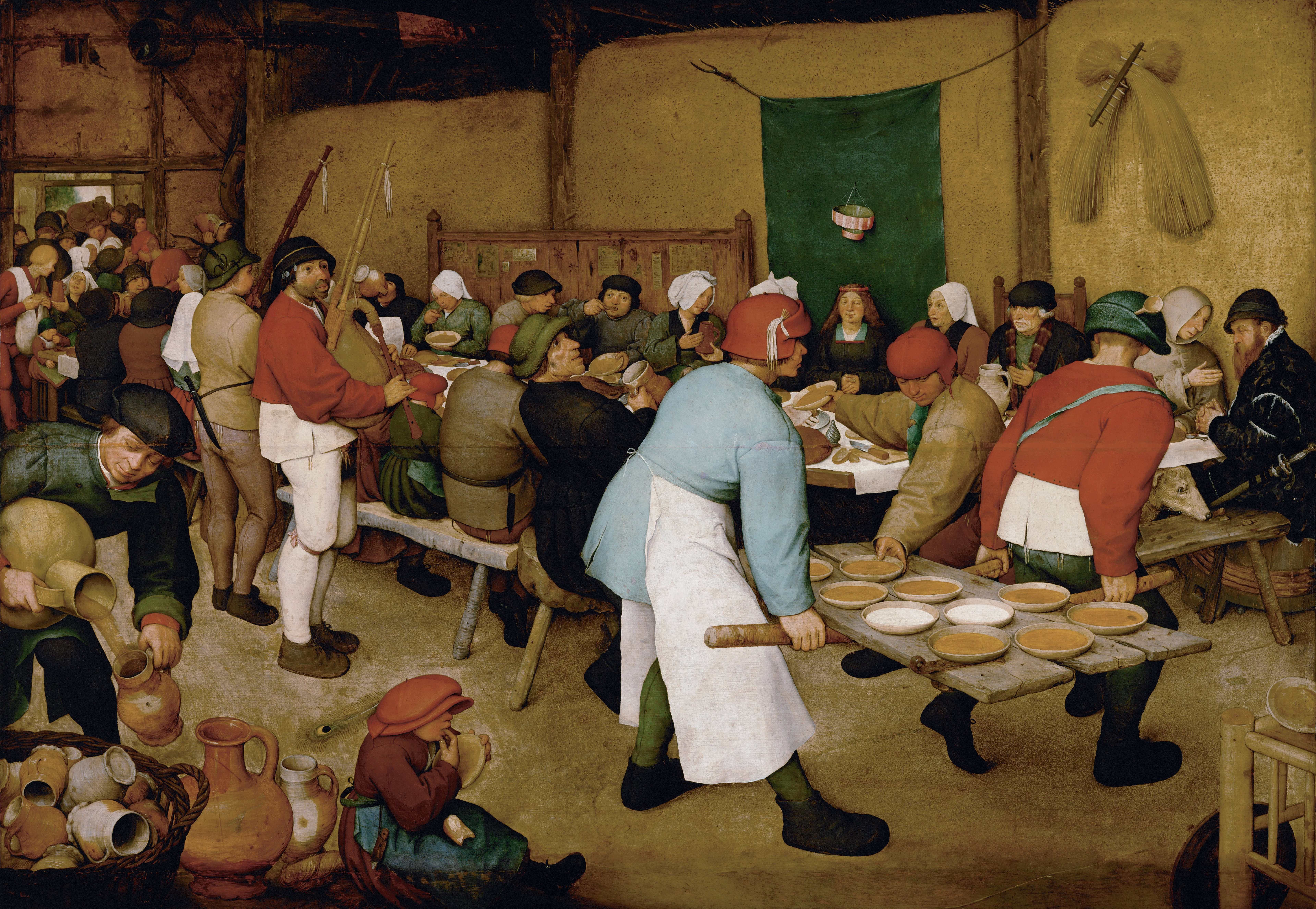
Die Bauernhochzeit, um 1568
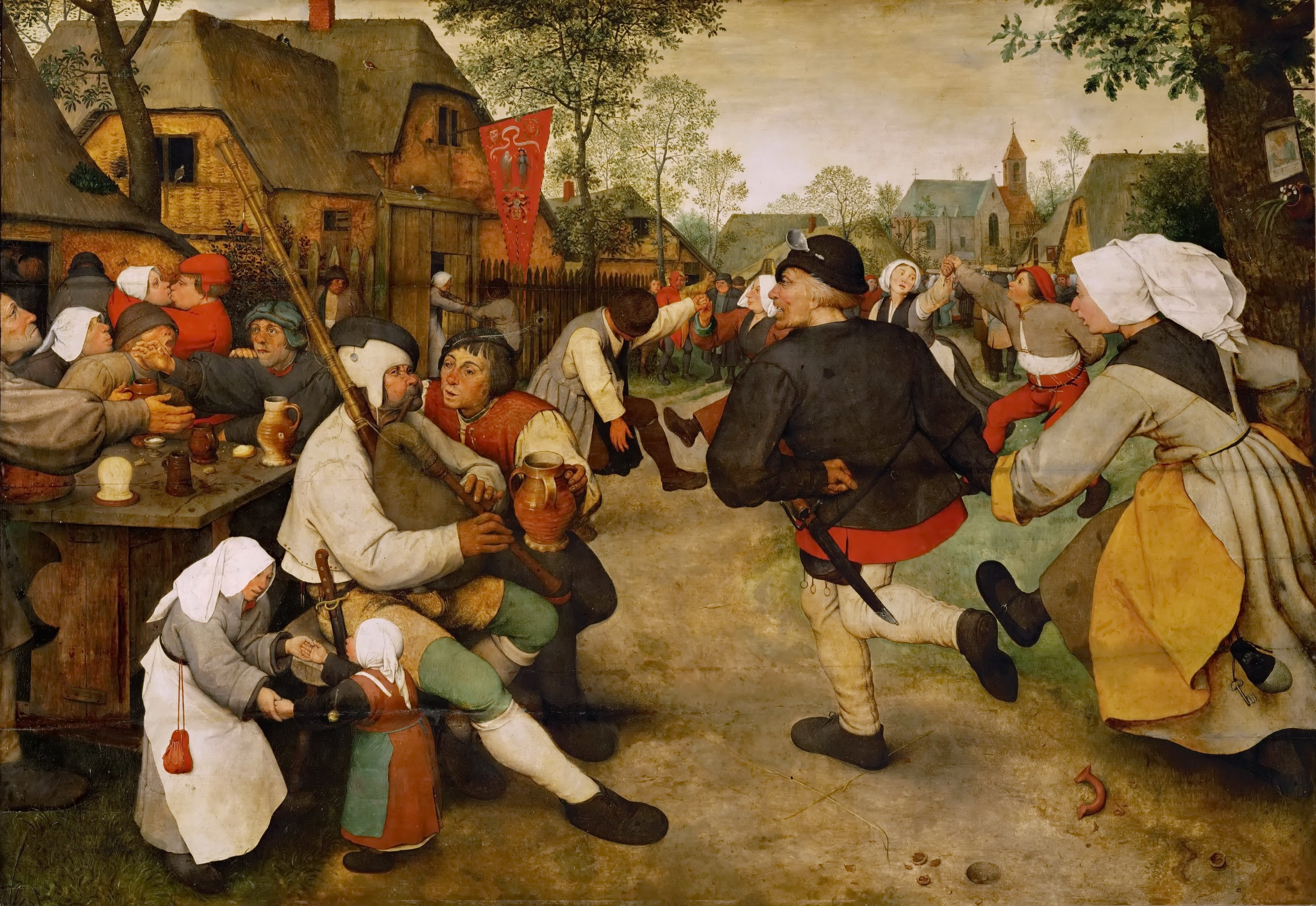
Bauerntanz, um 1568
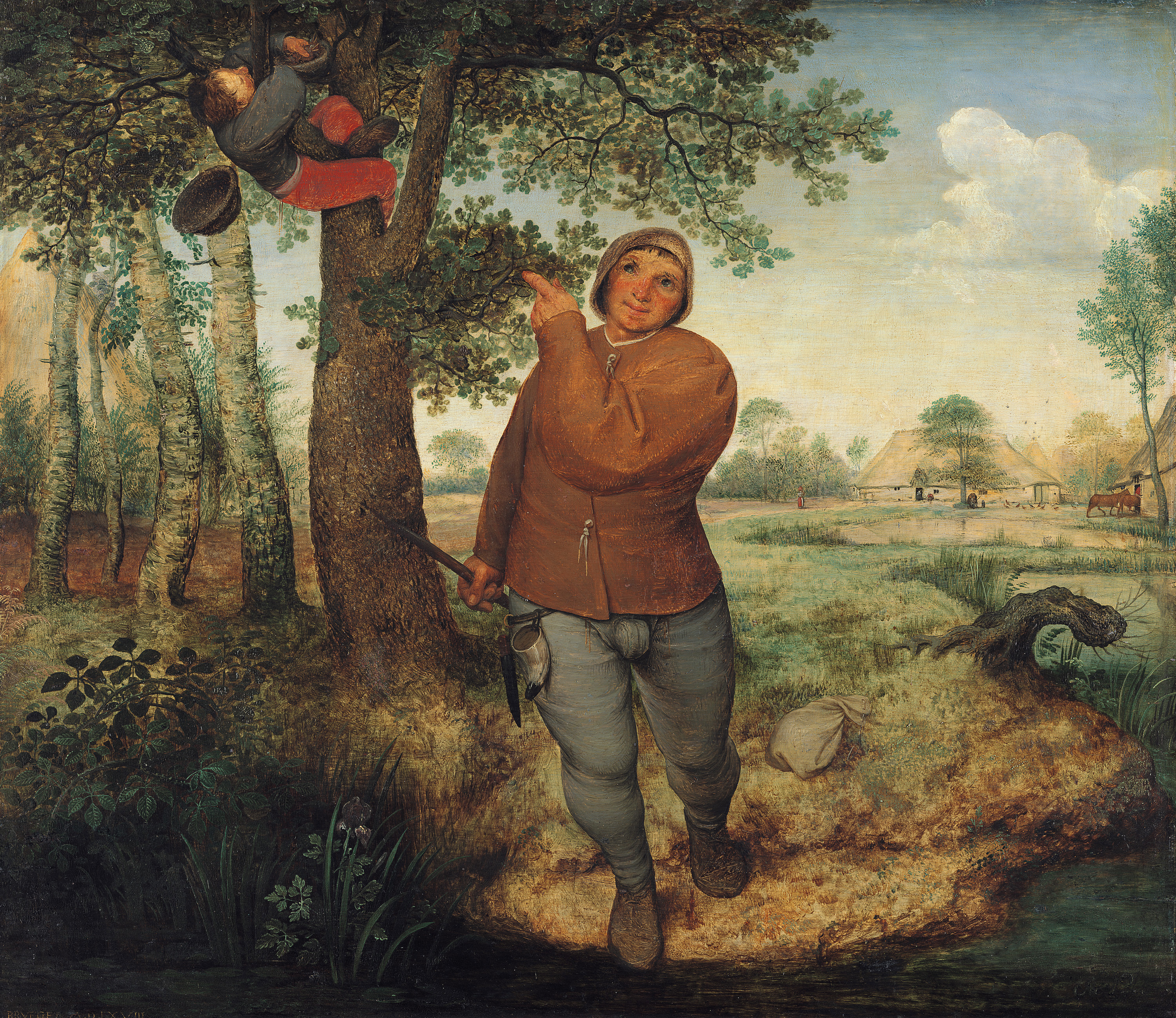
Bauer und Vogeldieb, 1568
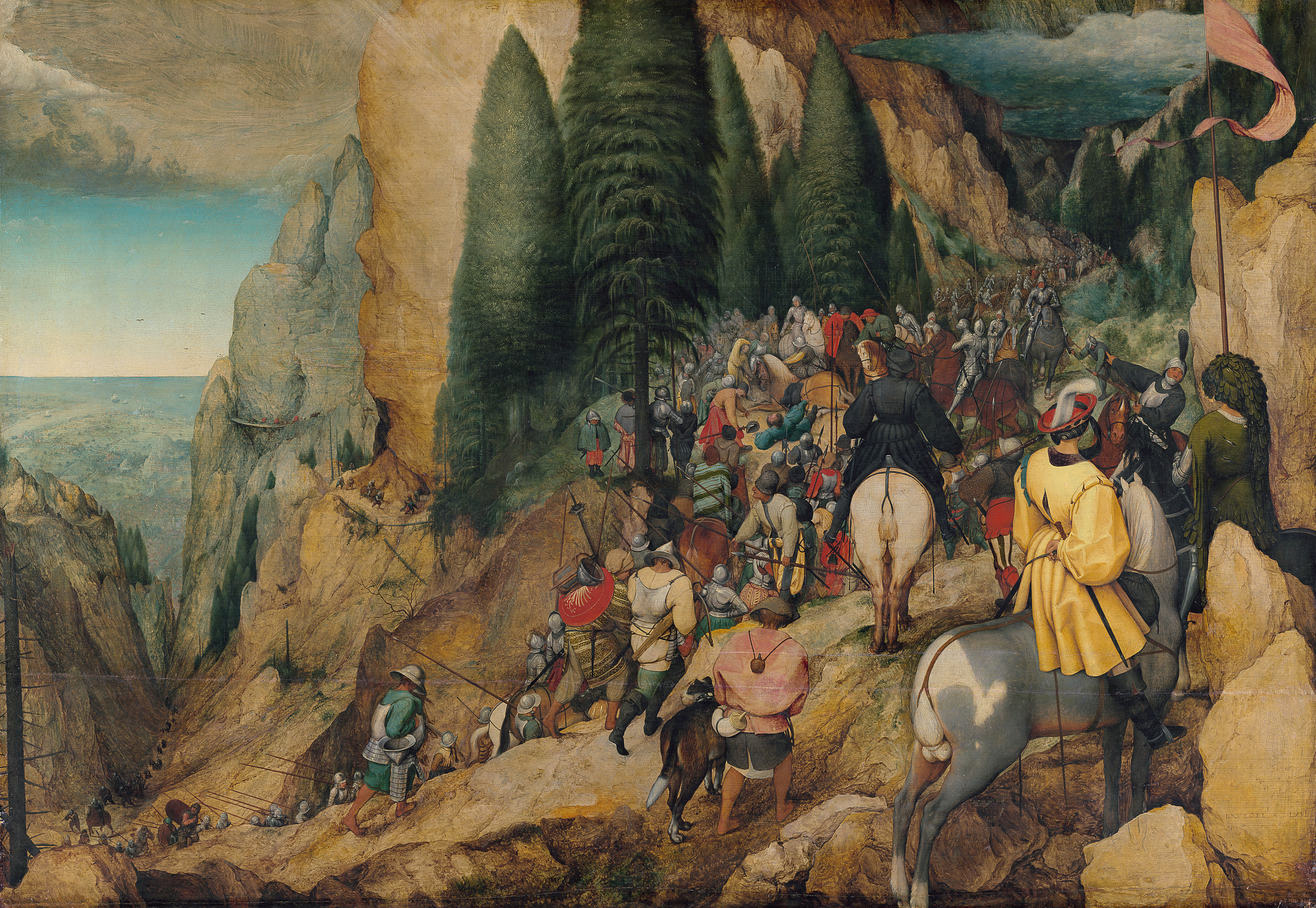
Bekehrung Pauli, 1567

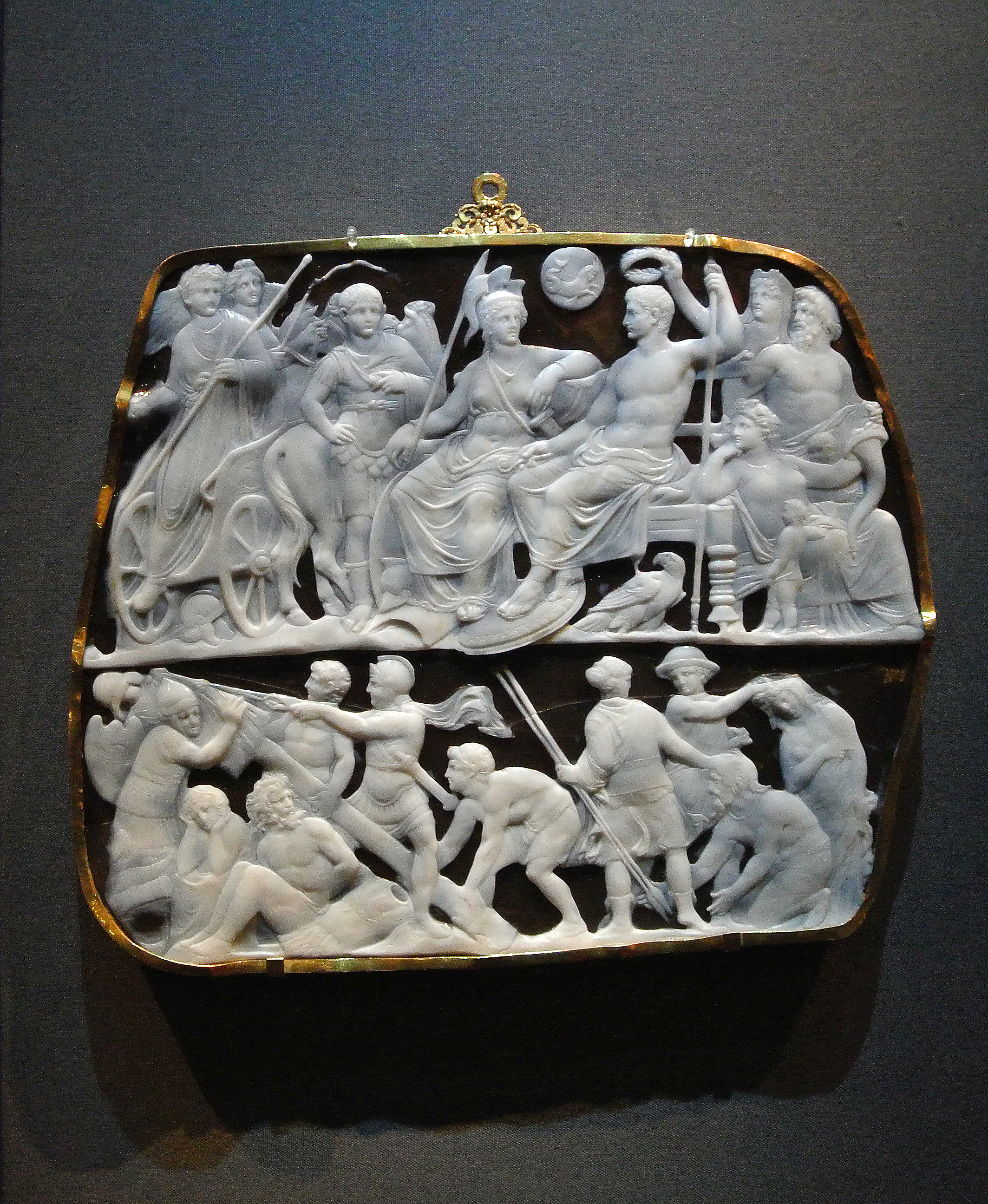
Gemma Augustea, 9–12 n. Chr.
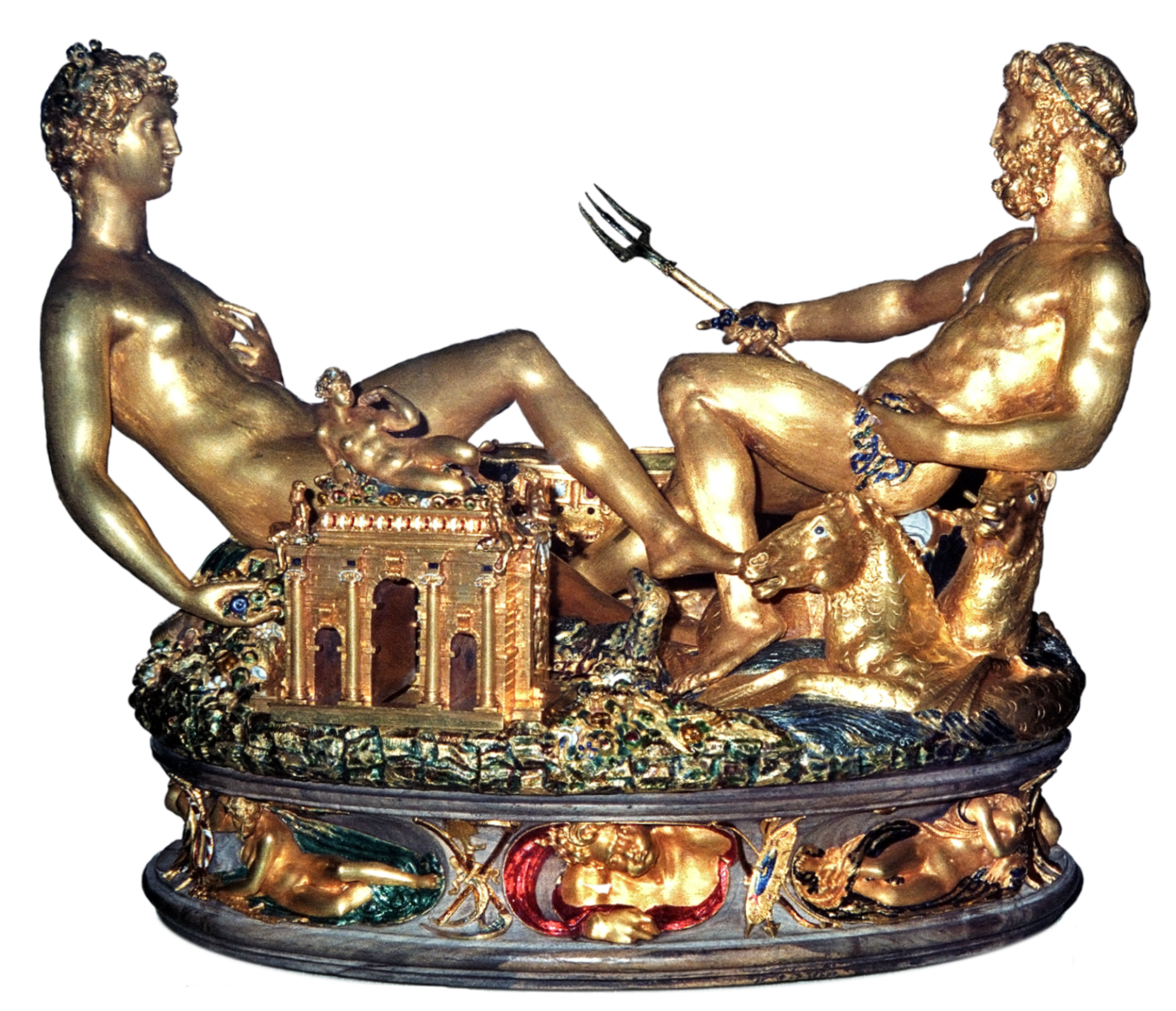
Die Saliera von Cellini
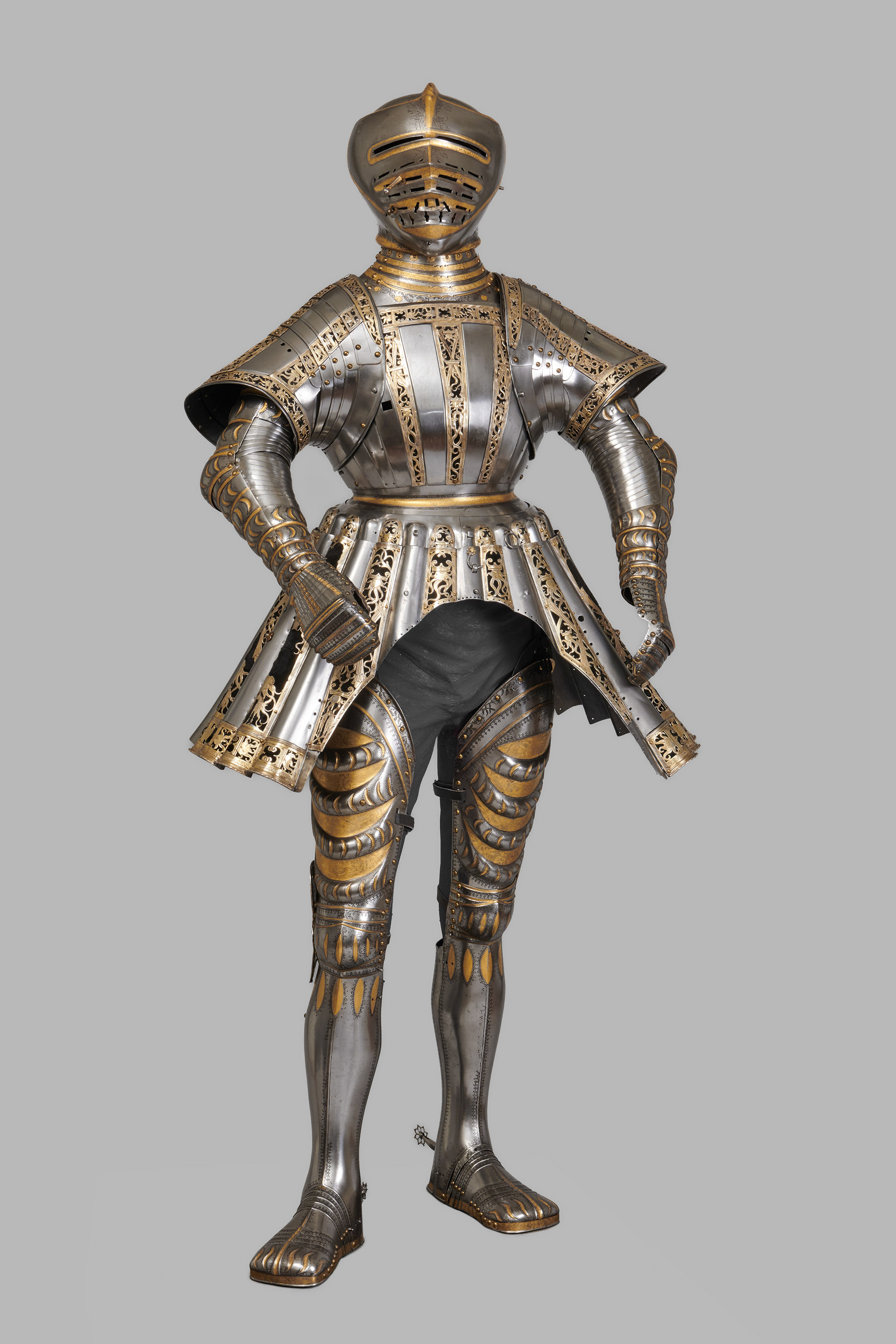
Konrad Seusenhofer, Kinder-Faltenrockharnisch Karls V., 1512–1514

Kunstkammer:
- Saliera von Benvenuto Cellini, 1539–1543

Ägyptisch-orientalische Sammlung:
- Kultkammer der Mastaba des Kaninisut

Antikensammlung:
- Gemma Augustea
- Schatz von Nagyszentmiklós

Münzkabinett:
- Alchemistisches Medaillon Kaiser Leopolds I.

Hofjagd- und Rüstkammer:
- Helm des Skanderbeg, 2. Hälfte 15. Jh.
- Konrad Seusenhofer, Kinder-Faltenrockharnisch Kaiser Karls V., 1512–1514

## Trivia
- Die Saliera von Benvenuto Cellini, eine der wertvollsten Skulpturen des Museums, wurde am 11. Mai 2003 während Renovierungsarbeiten gestohlen. Man fand sie mit Hilfe des überführten Täters am 21. Jänner 2006 in einem Wald bei Zwettl wieder.
- Das Kunsthistorische Museum wurde für das Computerspiel Mafia: The City of Lost Heaven von Illusion Softworks detailgetreu virtuell rekonstruiert.
- Auf dem Dach des Kunsthistorischen Museums befindet sich die Statue der Pallas Athene, Göttin der Künste und Wissenschaften. Gegenüber, auf dem Dach des Naturhistorischen Museums, steht Helios.
- 2014 produzierte der österreichische Filmkünstler Johannes Holzhausen einen 94-minütigen Dokumentarfilm über das Kunsthistorische Museum, der unter dem Titel „Das große Museum“ im September 2014 in die Kinos kam.[21]
- Das Kunsthistorische Museum ist Schauplatz des Romans Alte Meister von Thomas Bernhard. Der Protagonist sitzt jeden zweiten Tag stundenlang vor dem Weißbärtigen Mann von Jacopo Tintoretto.[22] Eine Episode betrifft das Bild Landschaft in Suffolk von Thomas Gainsborough.

## Filme
- Kunsthistorisches Museum Wien (= Museums-Check. Folge 30). Reportage, 30 Min., Moderation: Markus Brock, Produktion: 3sat. Erstausstrahlung: 14. Dezember 2014.[23]
- Das große Museum. Regie: Johannes Holzhausen, Österreich 2014, 94 min[24]

### Geschichte des Kunsthistorischen Museums
- Theodor von Frimmel: Galeriestudien. Geschichte der Wiener Gemäldesammlungen 1. Die Kaiserliche Gemäldesammlung. Wien 1892.
- Theodor von Frimmel: Wie man die Wiener Galerie verdorben hat. Wien 1892.
- Heinrich Zimmermann, Anton Handlirsch, Ottokar Smital: Die beiden Hofmuseen und die Hofbibliothek. Der Werdegang der Sammlungen, ihre Eigenart und Bedeutung. Wien 1920.
- Alphons Lhotsky: Die Geschichte der Sammlungen. Festschrift des Kunsthistorischen Museums zur Feier des fünfzigjährigen Bestandes. Zweiter Teil. 2 Bände, Wien 1941–1945.
- Herbert Haupt: Das Kunsthistorische Museum. Die Geschichte des Hauses am Ring. Hundert Jahre im Spiegel historischer Ereignisse. Brandstätter, Wien 1991, ISBN 3-85447-409-1.
- Beatrix Kriller, Georg Kugler: Kunsthistorisches Museum. Architektur und Ausstattung. Idee und Wirklichkeit des Gesamtkunstwerkes. Brandstätter, Wien 1991, ISBN 3-85447-410-5.
- Herbert Haupt: Jahre der Gefährdung. Das Kunsthistorische Museum 1938–1945. Kunsthistorisches Museum, Wien 1995, ISBN 3-900325-54-5.
- Herbert Haupt: Getroffen, doch nicht vernichtet. Das Kunsthistorische Museum im Kriegsjahr 1945. Eine Chronologie der Ereignisse in Bildern. Brandstätter, Wien 2005, ISBN 3-902510-07-2.
- Cäcilia Bischoff: Das Kunsthistorische Museum. Baugeschichte, Architektur, Dekoration. Brandstätter, Wien 2008.
- Elisabeth Hassmann, Heinz Winter: Numophylacium Imperatoris. Das Wiener Münzkabinett im 18. Jahrhundert (= Schriften des Kunsthistorischen Museums. Band 14). Verlag der Österreichischen Akademie der Wissenschaften, Wien 2016, ISBN 978-3-7001-7841-5.

### Einzelne Sammlungen und Sammlungskataloge
- Hermann Fillitz, Georg Johannes Kugler: Kunsthistorisches Museum, Wien. Führer durch die Sammlungen. Wien 1988.
- Sylvia Ferino-Pagden, Wolfgang Prohaska, Karl Schütz: Die Gemäldegalerie des Kunsthistorischen Museums in Wien. Verzeichnis der Gemälde. Wien 1991, ISBN 3-85447-365-6.
- Stephan Turmalin: Die Sammlung alter Musikinstrumente des Kunsthistorischen Museums. Mandelstamm, Wien 2018, ISBN 978-3-85476-821-0.